# Золоті та срібні пам'ятні монети євро Австрії

Австрія на мапі

Золоті та срібні пам'ятні монети євро — монети, що випускаються кожною державою-членом Єврозони. Ці монети карбуються з золота та срібла, а деякі (які випускаються обмеженим тиражем) — з інших металів. Австрія була першою країною Єврозони, яка запровадила пам'ятну срібну монету євро у січні 2002 року. Нижче наведено повний список пам'ятних монет євро Австрії за винятком пам'ятних монет номіналом 2 євро.
Золоті та срібні пам'ятні монети євро Австрії, випущені Австрійським монетним двором, приймаються до оплати тільки на території Австрії, на відміну від австрійських євромонет регулярного карбування, які є засобом платежу в усіх країнах Єврозони. Всі монети, представлені в цій статті, як правило, потрапляють у приватні колекції. Через це їх часто називають колекційними.
Колекційні монети євро випуску Австрії присвячені річницям австрійської історії та історичним подіям, а деякі — поточним подіям, що мають важливе значення для країни. З 2002 року Австрія карбує шість варіацій цих монет з різних дорогоцінних металів номіналами: 5, 10, 20, 25, 50 і 100 євро. Крім цих монет, Австрія карбує п'ять інвестиційних монет єдиного дизайну під назвою «Віденська філармонія». Ці монети випускаються номіналами: 1, 5 (срібні), 10, 25, 50 та 100 євро (золоті). Монета номіналом 100 000 євро була випущена єдиний раз у 2004 році невеликим тиражем. У 2009 році випущена пам'ятна золота монета номіналом 2 000 євро, присвячена 20 — річному ювілею випуску монет з колекції «Віденська філармонія». Монети номіналом 5, 10 та 20 євро випускаються зі срібла. Монета номіналом 25 євро є біметалічною: зовнішнє кільце викарбувано зі срібла, внутрішня частина з ніобію. Монети номіналом 50 і 100 євро випускаються з золота.

## Номінали монет та метал карбування
У березні 2012 року було випущено 8 варіацій колекційних монет Австрії. Усього таких монет Національний банк Австрії випустив:
- одинадцять монет у 2002 році;
- дванадцять монет у 2003 році;
- чотирнадцять монет у 2004 році;
- тринадцять монет у 2005 році;
- тринадцять монет у 2006 році;
- тринадцять монет у 2007 році;
- п'ятнадцять монет у 2008 році;
- п'ятнадцять монет у 2009 році;
- тринадцять монет у 2010 році;
- чотирнадцять монет у 2011 році;
- п'ять монет у 2012 році;

У наведеній нижче таблиці монети розсортовані за монетним металом (1 блок) та номінальною вартістю (2 блок).
| Рік карбування                                                                       | Усього викарбувано    | Метал карбування                 | Метал карбування | Метал карбування           | Номінальна вартість | Номінальна вартість | Номінальна вартість | Номінальна вартість | Номінальна вартість | Номінальна вартість | Номінальна вартість | Номінальна вартість | Номінальна вартість |
| Рік карбування                                                                       | Усього викарбувано    | Золото                           | Срібло           | Біметал (Срібло та Ніобій) | €100 000            | €2 000              | €100                | €50                 | €25                 | €20                 | €10                 | €5                  | €1,50               |
| 2002                                                                                 | 11                    | 6                                | 5                | –                          | –                   | –                   | 2                   | 2                   | 1                   | 2                   | 3                   | 1                   | –                   |
| 2003                                                                                 | 12                    | 6                                | 5                | 1                          | –                   | –                   | 2                   | 2                   | 2                   | 2                   | 3                   | 1                   | –                   |
| 2004                                                                                 | 15                    | 7                                | 6                | 1                          | 1                   | –                   | 2                   | 2                   | 2                   | 2                   | 3                   | 2                   | –                   |
| 2005                                                                                 | 13                    | 6                                | 6                | 1                          | –                   | –                   | 2                   | 2                   | 2                   | 2                   | 3                   | 2                   | –                   |
| 2006                                                                                 | 13                    | 6                                | 6                | 1                          | –                   | –                   | 2                   | 2                   | 2                   | 2                   | 3                   | 2                   | –                   |
| 2007                                                                                 | 13                    | 6                                | 6                | 1                          | –                   | –                   | 2                   | 2                   | 2                   | 2                   | 3                   | 2                   | –                   |
| 2008                                                                                 | 15                    | 6                                | 8                | 1                          | –                   | –                   | 2                   | 2                   | 2                   | 2                   | 3                   | 3                   | 1                   |
| 2009                                                                                 | 15                    | 7                                | 7                | 1                          | –                   | 1                   | 2                   | 2                   | 2                   | 2                   | 4                   | 2                   | 1                   |
| 2010                                                                                 | 13                    | 6                                | 6                | 1                          | –                   | –                   | 2                   | 2                   | 2                   | 2                   | 3                   | 2                   | 1                   |
| 2011                                                                                 | 14                    | 6                                | 7                | 1                          | –                   | –                   | 2                   | 2                   | 2                   | 3                   | 3                   | 2                   | 1                   |
| 2012                                                                                 | 4                     | 2                                | 9                | 1                          | –                   | –                   | 1                   | 2                   | 2                   | 3                   | 3                   | 2                   | 1                   |
| Усього викарбувано                                                                   | 141                   | 63                               | 68               | 10                         | 1                   | 1                   | 20                  | 21                  | 20                  | 23                  | 31                  | 20                  | 4                   |
| \| Викарбувано монет \| Монети не карбувались \| Монети заплановані до карбування \| |                       |                                  |                  |                            |                     |                     |                     |                     |                     |                     |                     |                     |                     |
| Викарбувано монет                                                                    | Монети не карбувались | Монети заплановані до карбування |                  |                            |                     |                     |                     |                     |                     |                     |                     |                     |                     |

## Серії монет та метали

### Срібні монети
| Серія                                             | Номінальна вартість | Назва монети                                                   | Дата карбування      | Проба  |
| «Австрія та її народ. Замки Австрії»              | €10                 | Замок Амбрас                                                   | 24 квітня 2002 року  | Ag 925 |
| «Австрія та її народ. Замки Австрії»              | €10                 | Замок Егенберґ                                                 | 10 вересня 2002 року | Ag 925 |
| «Австрія та її народ. Замки Австрії»              | €10                 | Замок Шлосс Хоф                                                | 9 квітня 2003 року   | Ag 925 |
| «Австрія та її народ. Замки Австрії»              | €10                 | Шенбрунн                                                       | 8 жовтня 2003 року   | Ag 925 |
| «Австрія та її народ. Замки Австрії»              | €10                 | Замок Хельбрунґ                                                | 21 квітня 2004 року  | Ag 925 |
| «Австрія та її народ. Замки Австрії»              | €10                 | Замок Арстеттен                                                | 13 жовтня 2004 року  | Ag 925 |
| «60 років Другої республіки»                      | €10                 | 60 років Другої республіки                                     | 11 травня 2005 року  | Ag 925 |
| «60 років Другої республіки»                      | €10                 | Відкриття Бургтеатру та Віденської державної опери у 1955 році | 12 жовтня 2005 року  | Ag 925 |
| «Австрія та її народ. Знамениті абатства Австрії» | €10                 | Нюнберґське абатство                                           | 5 квітня 2006 року   | Ag 925 |
| «Австрія та її народ. Знамениті абатства Австрії» | €10                 | Абатство Готвейг                                               | 11 жовтня 2006 року  | Ag 925 |
| «Австрія та її народ. Знамениті абатства Австрії» | €10                 | Абатство Мельк                                                 | 18 квітня 2007 року  | Ag 925 |
| «Австрія та її народ. Знамениті абатства Австрії» | €10                 | Абатство Святого Пауля                                         | 10 жовтня 2007 року  | Ag 925 |
| «Австрія та її народ. Знамениті абатства Австрії» | €10                 | Клостернойбург                                                 | 16 квітня 2008 року  | Ag 925 |
| «Австрія та її народ. Знамениті абатства Австрії» | €10                 | Абатство Секкау                                                | 8 жовтня 2008 року   | Ag 925 |
| «Міфи та легенди Австрії»                         | €10                 | Василіск в Відні                                               | 15 квітня 2009 року  | Ag 925 |
| «Міфи та легенди Австрії»                         | €10                 | Річард I Левове Серце                                          | 7 жовтня 2009 року   | Ag 925 |
| «Міфи та легенди Австрії»                         | €10                 | Ерцберг в Штирії                                               | 14 квітня 2010 року  | Ag 925 |
| «Міфи та легенди Австрії»                         | €10                 | Карл Великий в Унтерсберзі                                     | 13 жовтня 2010 року  | Ag 925 |
| «Міфи та легенди Австрії»                         | €10                 | Ліндворм у Клагенфурті                                         | 4 травня 2011 року   | Ag 925 |
| «Міфи та легенди Австрії»                         | €10                 | Oh du lieber Augustin                                          | 12 жовтня 2011 року  | Ag 925 |
| «Федеральні землі Австрії»                        | €10                 | Штирія                                                         | 25 квітня 2012 року  | Ag 925 |
| «Федеральні землі Австрії»                        | €10                 | Каринтія                                                       | 26 вересня 2012 року | Ag 925 |
| «Австрія. Шлях через століття»                    | €20                 | Ренесанс (Фердинанд І)                                         | 12 червня 2002 року  | Ag 900 |
| «Австрія. Шлях через століття»                    | €20                 | Бароко                                                         | 12 вересня 2002 року | Ag 900 |
| «Австрія. Шлях через століття»                    | €20                 | Бідермаєр                                                      | 11 червня 2003 року  | Ag 900 |
| «Австрія. Шлях через століття»                    | €20                 | Післявоєнне відновлення                                        | 17 вересня 2003 року | Ag 900 |
| «Австрія в відкритому морі»                       | €20                 | Корабель Човен «Новара»                                        | 16 червня 2004 року  | Ag 900 |
| «Австрія в відкритому морі»                       | €20                 | КорабельМаксиміліан I                                          | 15 вересня 2004 року | Ag 900 |
| «Австрія в відкритому морі»                       | €20                 | Корабель «Адмірал Тегетгоф»                                    | 8 червня 2005 року   | Ag 900 |
| «Австрія в відкритому морі»                       | €20                 | Крейсер «Санкт Георг»                                          | 14 вересня 2005 року | Ag 900 |
| «Австрія в відкритому морі»                       | €20                 | Торговельний флот Австрії                                      | 7 червня 2006 року   | Ag 900 |
| «Австрія в відкритому морі»                       | €20                 | Корабель «Viribus Unitis»                                      | 13 вересня 2006 року | Ag 900 |
| «Австрійські залізниці»                           | €20                 | Залізниця імператора Фердинанда                                | 13 червня 2007 року  | Ag 900 |
| «Австрійські залізниці»                           | €20                 | Залізниця Відень-Трієст                                        | 12 вересня 2007 року | Ag 900 |
| «Австрійські залізниці»                           | €20                 | Прекрасна епоха                                                | 11 червня 2008 року  | Ag 900 |
| «Австрійські залізниці»                           | €20                 | Австрійська західна залізниця                                  | 10 вересня 2008 року | Ag 900 |
| «Австрійські залізниці»                           | €20                 | Електризована залізниця                                        | 17 червня 2009 року  | Ag 900 |
| «Австрійські залізниці»                           | €20                 | Залізниця майбутнього                                          | 9 вересня 2009 року  | Ag 900 |
| «Рим на Дунаї»                                    | €20                 | Віринум                                                        | 5 травня 2010 року   | Ag 900 |
| «Рим на Дунаї»                                    | €20                 | Віндобона                                                      | 8 вересня 2010 року  | Ag 900 |
| «Рим на Дунаї»                                    | €20                 | Карнунт                                                        | 13 квітня 2011 року  | Ag 900 |
| «Рим на Дунаї»                                    | €20                 | Агунтум                                                        | 7 вересня 2011 року  | Ag 900 |
| «Рим на Дунаї»                                    | €20                 | Лауріакум                                                      | 11 квітня 2012 року  | Ag 900 |
| «Рим на Дунаї»                                    | €20                 | Бриганціум                                                     | 13 червня 2012 року  | Ag 900 |
| «Жива передісторія»                               | €20                 | Тріасовий період                                               | 17 квітня 2013 року  | Ag 900 |

### Золоті монети
| Серія                        | Номінальна вартість | Назва монети                                    | Дата карбування        | Проба  |
| «2000 років християнства»    | €50                 | Орден святого Бенедикта                         | 13 березня 2002 року   | Au 986 |
| «2000 років християнства»    | €50                 | Християнське милосердя                          | 12 березня 2003 року   | Au 986 |
| «Великі композитори»         | €50                 | Йозеф Гайдн                                     | 20 березня 2004 року   | Au 986 |
| «Великі композитори»         | €50                 | Людвіг ван Бетховен                             | 16 лютого 2005 року    | Au 986 |
| «Великі композитори»         | €50                 | Моцарт Вольфґанґ Амадей                         | 1 лютого 2006 року     | Au 986 |
| «Знамениті лікарі Австрії»   | €50                 | Герард ван Стівен                               | 31 січня 2007 року     | Au 986 |
| «Знамениті лікарі Австрії»   | €50                 | Ігнац Філіп Земмельвайс                         | 30 січня 2008 року     | Au 986 |
| «Знамениті лікарі Австрії»   | €50                 | Теодор Більрот                                  | 11 лютого 2009 року    | Au 986 |
| «Знамениті лікарі Австрії»   | €50                 | Клеменс фон Пірке                               | 26 травня 2010 року    | Au 986 |
| «Клімт та його жінки»        | €50                 | Портрет Адель Блох-Бавер                        | 25 січня 2012 року     | Au 986 |
| «Клімт та його жінки»        | €50                 | Очікування                                      | 27 лютого 2013 року    | Au 986 |
| «Художні скарби Австрії»     | €100                | Скульптура                                      | 13 листопада 2002 року | Au 986 |
| «Художні скарби Австрії»     | €100                | Живопис                                         | 5 листопада 2003 року  | Au 986 |
| «Віденський модерн»          | €100                | Віденська сецесія                               | 10 листопада 2004 року | Au 986 |
| «Віденський модерн»          | €100                | Церква на Штайнгофі                             | 9 листопада 2005 року  | Au 986 |
| «Віденський модерн»          | €100                | Річка Віденька                                  | 8 листопада 2006 року  | Au 986 |
| «Віденський модерн»          | €100                | Віденська архітектура                           | 7 листопада 2007 року  | Au 986 |
| «Корони династії Габсбургів» | €100                | Імператорська корона Священної Римської Імперії | 5 листопада 2008 року  | Au 986 |
| «Корони династії Габсбургів» | €100                | Корона Австрійського ерцгерцогства              | 4 листопада 2009 року  | Au 986 |
| «Корони династії Габсбургів» | €100                | Корона Святого Стефана                          | 10 листопада 2010 року | Au 986 |
| «Корони династії Габсбургів» | €100                | Корона Святого Вацлава                          | 9 листопада 2011 року  | Au 986 |
| «Корони династії Габсбургів» | €100                | Корона Австрійської імперії                     | 14 листопада 2012 року | Au 986 |

### Монети серії «Віденський філармонічний оркестр»
Віденський філармонічний оркестр — австрійська золота монета, перша золота монета, випущена в євро.
Офіційна номінальна вартість монети вагою 1 унція — 100 євро.
|  | Монети серії «Віденський філармонічний оркестр» виготовляються з золота 999,9 проби (24 карати). Карбується кожний рік чотирма номіналами, размірами й вагою. Вони можуть використовуватись як інвестиційні монети, хоча в основному залишаються в приватних колекціях. За інформацією Всесвітньої золотої ради, ці інвестиційні монети були лідерами за кількістю продажів у 1992, 1995, 1996 та 2000 роках. На монетах зображуються інструменти, які використовуються у Віденському філармонічному оркестрі. На аверсі й реверсі монети знаходиться текст — Wiener Philharmoniker («Віденський філармонічний оркестр»). Від лютого 2008 року також випускаються срібні монети номіналом 1,50 євро, дизайн яких ідентичний золотим. |

| Зображення | Номінальна вартість | Проба    | Художник          | Вага      | Діаметр | Товщина | Рік випуску/Тираж |
| ---------- | ------------------- | -------- | ----------------- | --------- | ------- | ------- | --- |
|            | €100 000            | Au 999,9 | Томас Песендорфер | 31,103 кг | 370 мм  | 20 мм   | 2004 рік / 15 монет |
|            | €2 000              | Au 999,9 | Томас Песендорфер | 622 г     | 74 мм   | 8,3 мм  | 2009 рік / 6027 монет |
|            | €100                | Au 999,9 | Томас Песендорфер | 31,103 г  | 37 мм   | 2,0 мм  | 2002 / 164 2003 / 179 881 2004 / 176 319 2005 / 158 564 2006 / 82 174 2007 / 108.675 2008 / 715.800 2009 / 903.000 2010 /512.000 |
|            | €50                 | Au 999,9 | Томас Песендорфер | 15,552 г  | 28 мм   | 1,6 мм  | 2002 / 40 922 2003 / 26 848 2004 / 24 269 2005 / 21 049 2006 / 20 085 2007 / 25.091 2008 / 73.800 2009 / 92.300 2010 /56.600     |
|            | €25                 | Au 999,9 | Томас Песендорфер | 7,776 г   | 22 мм   | 1,2 мм  | 2002 / 40 807 2003 / 34 019 2004 / 32 449 2005 / 32 817 2006 / 29 609 2007 / 34.631 2008 / 97.100 2009 / 172.000 2010 /84.900    |
|            | €10                 | Au 999,9 | Томас Песендорфер | 3,121 г   | 16 мм   | 1,2 мм  | 2002 / 75 789 2003 / 59 654 2004 / 67 994 2005 / 62 071 2006 / 39 892 2007 / 76.325 2008 / 176.700 2009 / 437.700 2010 /226.700  |
|            | €1,50               | Ag 999,9 | Томас Песендорфер | 31,103 г  | 37 мм   | 3,2 мм  | Срібні монети з серії «Віденська філармонія» є інвестиційними. Тираж: 2008 / 7.800.000 2009 / 9.000.000 2010 /11.300.000         |

### Європейська нумізматична програма
У 2004 році, через два роки після введення євро в готівковий обіг, сім країн Єврозони (Австрія, Бельгія, Німеччина, Іспанія, Нідерланди, Португалія і Франція) спільно випустили монети на єдину тему. У наступному році починання було продовжено під назвою Європейська нумізматична програма. У рамках цієї програми випускаються монети різними державами Євросоюзу (не тільки тими, що входяться до Єврозони). Кількість учасників не є постійною. Кожен рік присвячений якійсь темі, яка висвітлює культуру та історію Європи 
З першого випуску логотипом серії стала «єврозірка» — комбінація символу євро і зірки.
У рамках програми Австрія випускає монети номіналом 5 або 20 євро.
| Рік випуску | Тема                              | Номінальна вартість | Назва монети                                       | Дата випуску         | Проба  |
| 2004 рік    | «Розширення Євросоюзу»            | €5                  | Роз                                                | 28 січня 2004 року   | Ag 800 |
| 2005 рік    | «Мир і свобода»                   | €5                  | Гімн Європи                                        | 11 травня 2005 року  | Ag 800 |
| 2006 рік    | «Видатні європейські особистості» | €5                  | 200 років від народження Вольфґанґа Амадея Моцарта | 01 лютого 2006 років | Ag 800 |
| 2007 рік    | «Європейські досягнення»          | €5                  | 100 років від реформ виборчого права               | 10 січня 2007 року   | Ag 800 |
| 2008 рік    | «Культурний спадок»               | €5                  | 100 років від народження Герберта фон Караяна      | 09 травня 2008 року  | Ag 800 |
| 2009 рік    | «Європейський спадок»             | €5                  | 200 років з дня смерті Йозефа Гайдна               | 14 січня 2009 року   | Ag 800 |
| 2011 рік    | «Європейські дослідники»          | €20                 | Ніколас Жакен                                      | 23 лютого 2011 року  | Ag 900 |
| 2012 рік    | «Європейські художники»           | €20                 | Еґон Шіле                                          | 14 березня 2012 року | Ag 900 |
| 2013 рік    | «Європейські письменники»         | €20                 | Стефан Цвейг                                       | 20 березня 2013 року | Ag 900 |

### Пам'ятні монети 2008 року
У 2008 році Австрійський монетний двір випустив пам'ятну медаль вагою 20 кг та партію пам'ятних срібних монет на честь 500-річчя коронації Максиміліана I. Їх аверс повторив дизайн монети 1508 року, випущеної в честь тієї ж події. Головна відмінність полягала в тому, що сучасні монети були випущенні в валюті Нового часу — талерах.

## Монети 2002 року карбування
| | Орден святого Бенедикта                          |                             |                                       |  |
| Художник: Гельмут Андекслінгер | Художник: Гельмут Андекслінгер                   | Австрійський монетний двір  | Австрійський монетний двір            |  |
| Номінальна вартість: €50 | Метал: Au 986                                    | Тираж: 50 000               | Якість: Пруф                          |  |
| Діаметр: 22 мм | Дата випуску: 13 березня 2002 року               | Вага: 10,14 г               | Гурт: гладкий                         |  |
| Друга монета з серії «2000 років Християнства». Перші дві були викарбувані в 2000 і 2001 роках Номінальна вартість — 500 шилінгів. Монета присвячена Святому Бенедиктові. Святий Бенедикт є заступником Західної Європи та чернецтва. Правила чернечого життя, або правила Святого Бенедикта, розроблені в VI столітті, актуальні і нині. Аверс: Святий Бенедикт і його сестра, які складають зведення правил. Свята Схоластика зображена у вигляді голуба. Разом зі своєю сестрою Бенедикт заснував чернечий орден. Реверс: Монах, що працює за письмовим столом над рукописом. У Середньовіччі переписуванням книг займались монахи. |                                                  |                             |                                       |  |
| |                                                  |                             |                                       |  |
| | Замок Амбрас                                     |                             |                                       |  |
| Художники: Андреас Занашка і Герберт Вайнер | Художники: Андреас Занашка і Герберт Вайнер      | Австрійський монетний двір  | Австрійський монетний двір            |  |
| Номінальна вартість: €10 | Метал: Ag 925                                    | Тираж: 130000 20 000 50 000 | Якість: UNC Special UNC Frosted Proof |  |
| Діаметр: 32 мм | Дата випуску: 24 квітня 2002                     | Вага: 17,3 г                | Гурт: гладкий                         |  |
| Перша монета із серії «Австрія та її народ. Замки Австрії» Аверс: Замок на південь від Інсбрука в стилі ренесансу. Напис у верхній частині монети: нім. republik Österreich (укр. Республіка Австрія). В нижній частині розташований номінал монети, дата карбування та надпис «Замок Амбрас». Реверс: Копія гравюри 1569 року, на якій зображено трьох придворних музикантів в Іспанській залі. |                                                  |                             |                                       |  |
| |                                                  |                             |                                       |  |
| | 250 річниця Віденського зоопарку.                |                             |                                       |  |
| Художники: Герберт Вайнер і Гельмут Андекслінгер | Художники: Герберт Вайнер і Гельмут Андекслінгер | Австрійський монетний двір  | Австрійський монетний двір            |  |
| Номінальна вартість: €5 | Метал: Ag 800                                    | Тираж: 500000 100 000       | Якість: UNC Special UNC               |  |
| Діаметр: 28,5 мм | Дата випуску: 8 травня 2002                      | Вага: 10 г                  | Гурт: гладкий                         |  |
| Ця монета є першою у випуску нового покоління австрійських монет номінальною вартістю «5 Euro». Аверс: Однаковий для всієї серії — 9-стороння зірка, що символізує 9 федеральних земель Австрії, в центрі якої знаходиться номінал монети — «5» з написами нім. Republik Österreich (укр. Республіка Австрія) та «євро». Реверс: Павільйон імператора у Віденському зоопарку в оточенні різноманітних тварин. Дати «1752-2002» посилаються на ювілей зоопарку і дату випуску монети. У верхній частині монети розташовано напис: «250-річчя зоопарку Шенбрунн». |                                                  |                             |                                       |  |
| |                                                  |                             |                                       |  |
| | Ренесанс (Фердинанд I)                           |                             |                                       |  |
| Художники: Герберт Вайнер і Томас Песендорфер | Художники: Герберт Вайнер і Томас Песендорфер    | Австрійський монетний двір  | Австрійський монетний двір            |  |
| Номінальна вартість: €20 | Метал: Ag 900                                    | Тираж: 50 000               | Якість: UNC Special UNC Frosted Proof |  |
| Діаметр: 34 мм | Дата випуску: 12 червня 2002                     | Вага: 20 г                  | Гурт: гладкий                         |  |
| Перша монета з серії «Австрія. Шлях через століття» Аверс: «Швейцарські ворота» в палаці Гофбург у Відні. Двоє солдатів з двох сторін воріт є нагадуванням про час облоги Відня У 1529 році. Реверс: Портрет Імператора Священної Римської імперії і засновника австрійської лінії династії Габсбургів Фердинанда I. Напис в лівій верхній частині монети: «Ferdinand I» («Фердинанд I»). |                                                  |                             |                                       |  |
| |                                                  |                             |                                       |  |
| | Палац Еггенберг                                  |                             |                                       |  |
| Художники: Андреас Занашка і Томас Песендорфер | Художники: Андреас Занашка і Томас Песендорфер   | Австрійський монетний двір  | Австрійський монетний двір            |  |
| Номінальна вартість: €10 | Метал: Ag 925                                    | Тираж: 130000 20 000 50 000 | Якість: UNC Special UNC Frosted Proof |  |
| Діаметр: 32 мм | Дата випуску: 10 вересня 2002                    | Вага: 17,3 г                | Гурт: гладкий                         |  |
| Друга монета з серії «Австрія та її народ. Замки Австрії». Аверс: Палац Еггенберг, побудований Гансом Ульріхом фон Еггенбергом. Монета демонструє астрономічні теми: чотири великі вежі представляють чотири пори року, 365 вікон представляють кількість днів у році, 24 кімнати символізують кількість годин у добі. Палац будувався з 1625 року по 1642 рік (після смерті Ганса Ульріха). Напис в нижній частині монети: «Республіка Австрія» та номінальна вартість — «10 Euro». Реверс: Портрет вченого і астронома Йоганна Кеплера, який був особисто знайомий з Гансом Ульріхом фон Еггенбергом і, швидше за все, вплинув на конструкцію палацу. На передньому плані — шедевр Кеплера, модель «Містична космографія». Напис зліва: «Johannes Kepler» («Йоганн Кеплер»).                             |                                                  |                             |                                       |  |
| |                                                  |                             |                                       |  |
| | Бароко                                           |                             |                                       |  |
| Художники: Андреас Занашка і Томас Песендорфер | Художники: Андреас Занашка і Томас Песендорфер   | Австрійський монетний двір  | Австрійський монетний двір            |  |
| Номінальна вартість: €20 | Метал: Ag 900                                    | Тираж: 50 000               | Якість: Frosted Proof                 |  |
| Діаметр: 34 мм | Дата випуску: 11 вересня 2002                    | Вага: 20 г                  | Гурт: гладкий                         |  |
| Друга монета з серії «Австрія. Шлях через століття» Аверс: Парадні сходи в палаці принца Євгенія Савойського, в якому в наш час в ньому розташовано міністерство фінансів Австрії. Боги і напівбоги притримують сходи, в той час як Геракл стоїть на сходах. Зліва півколом розташований напис: «Республіка Австрія», знизу вказано номінальна вартість монети — «20 Euro». Реверс: Портрет принца Євгенія Савойського, що нагадує його кінну статую біля палацу Гофбург у Відні. Типовий дизайн у стилі бароко: гармати, прапори і штандарти прикрашають задній план. У верхній частині монети розташовано напис: «Принц Євгеній Савойський». У правій частині монети — роки життя Євгенія Савойського — 1663–1736. У лівій частині монети розташовані прапори, під якими знаходяться дві гармати і ядра. |                                                  |                             |                                       |  |
| |                                                  |                             |                                       |  |
| | Скульптура                                       |                             |                                       |  |
| Художники: Герберт Вайнер і Томас Песендорфер | Художники: Герберт Вайнер і Томас Песендорфер    | Австрійський монетний двір  | Австрійський монетний двір            |  |
| Номінальна вартість: €100 | Метал: Au 986                                    | Тираж: 30 000               | Якість: Proof                         |  |
| Діаметр: 30 мм | Дата випуску: 13 листопада 2002                  | Вага: 16,2 г                | Гурт: гладкий                         |  |
| Перша монета з серії «Художні скарби Австрії». Аверс: Портрет одного з видатних скульпторів епохи бароко Георга Рафаеля Доннера на тлі палацу Нижній Бельведер. Цей палац є музеєм епохи бароко у Відні, в ньому знаходиться багато робіт Доннера. У верхній частині монети півколом розташований напис: «Республіка Австрія». Реверс: Фонтан Provendentia Brunnen, розташований у центрі Відня, роботи того ж скульптора. У центрі монети алегорична постать Providentia відображається з медальйоном римського бога Януса, який за міфами має два обличчя. Біля фонтану знаходяться символічні фігури — притоки річки Дунай. У верхній частині монети півколом розташований напис: «Фонтан Provendentia».                                                                                                |                                                  |                             |                                       |  |

## Монети 2003 року карбування
| | 700 років місту Галль-ін-Тіроль                    |                              |                                       |  |
| Художники: Герберт Вайнер і Гельмут Андекслінгер | Художники: Герберт Вайнер і Гельмут Андекслінгер   | Австрійський монетний двір   | Австрійський монетний двір            |  |
| Номінал: €25 | Метал: Ag 900 іNb 998                              | Тираж: 50 000                | Якість: Special UNC                   |  |
| Діаметр: 34 мм | Дата випуску: 29 січня 2003                        | Вага: 17,15 г                | Гурт: гладкий                         |  |
| Перша в світі монета, при карбуванні якої був використаний метал ніобій. Цю традицію Австрія продовжила і надалі.. На цій монеті Австрійський федеральний уряд вирішив помістити вигляд міста Галль в Тиролі, якому виповнилося 700 років. Зображення міста Галль також були присутні на монеті, випущеній в 1809 році. Крім того, в 1486 році була випущена срібна пам'ятна монета з таким же сюжетом — Guldiner. Аверс: Супутник, який здійснює фотозйомку міста Галль. Праворуч напис «Республіка Австрія» і номінал «25 Euro». Реверс: Зала в музеї Тіролю. Дизайн виконаний у формі негативного зображення, яке символізує історію зали в центрі монети. Спочатку у цієї монети був невеликий тираж, але він був збільшений у зв'язку з важливістю події, зображеної на монеті. На срібному ободі монети знаходиться напис, розташований по колу «700 років місту Галль у Тіролі». |                                                    |                              |                                       |  |
| |                                                    |                              |                                       |  |
| | Християнське милосердя                             |                              |                                       |  |
| Художник: Гельмут Андекслінгер | Художник: Гельмут Андекслінгер                     | Австрійський монетний двір   | Австрійський монетний двір            |  |
| Номінал: €50 | Метал: Au 986                                      | Тираж: 50 000                | Якість: Proof                         |  |
| Діаметр: 22 мм | Дата випуску: 12 березня 2003                      | Вага: 10,14 г                | Гурт: гладкий                         |  |
| Четверта монета з серії «2000 роківХристиянству. Аверс: Зображення сучасного прикладу християнського милосердя — черниця працює медичною сестрою — доглядає за хворим відповідно до заповіту Христа. Також на монеті є напис, адаптований до круглої монети: „Республіка Австрія“ і номінал „50 Euro“. Реверс: Зображення однієї з найвідоміших притч з Нового Заповіту — історії про милосердного самарянина. У цій притчі Христос дає три різних відповіді на питання самаритянина, який зазнав нападу і пограбування. Монета показує самаритянина, який знімає пораненого з коня і який надає йому медичну допомогу. У правій частині монети присутній текст: „Милосердний самарянин“. |                                                    |                              |                                       |  |
| |                                                    |                              |                                       |  |
| | Замок Шлосс Гоф                                    |                              |                                       |  |
| Художник: Андреас Занашка | Художник: Андреас Занашка                          | Австрійський монетний двір   | Австрійський монетний двір            |  |
| Номінал: €10 | Метал: Ag 925                                      | Тираж: 130 000 20 000 50 000 | Якість: UNC Special UNC Frosted Proof |  |
| Діаметр: 32 мм | Дата випуску: 9 квітня 2003                        | Вага: 17,3 г                 | Гурт: гладкий                         |  |
| Третя монета із серії «Австрія та її народ. Замки Австрії» Монета випущена на честь замку Шлосс Хоф, розташованого на Моравському полі (рівнина на схід від Відня), на кордоні сьогоднішньоїСловаччини і Угорщини. Аверс: Вид на замок з терасами з боку саду. У верхній частині монети розташовано напис: «Республіка Австрія», знизу зазначено номінал — «10 Euro». Реверс: Двоє садівників в одязі стилю бароко. |                                                    |                              |                                       |  |
| |                                                    |                              |                                       |  |
| | Гідроенергія                                       |                              |                                       |  |
| Художники: Герберт Вайнер і Томас Песендорфер | Художники: Герберт Вайнер і Томас Песендорфер      | Австрійський монетний двір   | Австрійський монетний двір            |  |
| Номінал: €5 | Метал: Ag 800                                      | Тираж: 500 000 100 000       | Якість: UNC Special UNC               |  |
| Діаметр: 28,5 мм | Дата випуску: 14 травня 2003                       | Вага: 10 г                   | Гурт: гладкий                         |  |
| Монета була випущена в Міжнародний рік прісної води, проведений за рішенням Організації Об'єднаних Націй. Реверс: На передньому плані зображено гірське джерело, що використовується для виробництва електроенергії. Стилізовані краплі води і риби вказують на екологічне значення використання водних ресурсів. У верхній частині монети розташовано напис: «Гідроенергетика». |                                                    |                              |                                       |  |
| |                                                    |                              |                                       |  |
| | Період «Бідермаєр»                                 |                              |                                       |  |
| Художник: Андреас Занашка | Художник: Андреас Занашка                          | Австрійський монетний двір   | Австрійський монетний двір            |  |
| Номінал: €20 | Метал: Ag 900                                      | Тираж: 50 000                | Якість: Frosted Proof                 |  |
| Діаметр: 34 мм | Дата випуску: 11 червня 2003                       | Вага: 20 г                   | Гурт: гладкий                         |  |
| Третя монета з серії «Австрія. Шлях через століття». Аверс: Паровоз ранньої конструкції (AJAX) на першій залізничній лінії в Австрії, залізниці Кайзера Фердинанда (Nordbahn). Зараз паровоз AJAX знаходиться в музеї австрійського залізничного транспорту. У верхній частині монети розташовано напис: «Республіка Австрія», внизу зазначено номінал — «20 Euro». Реверс: Портрет відомого державного діяча, князя Клемента Венцеля фон Меттерніха. За ним розташована карта Європи, перемальована із зображення початку XIX століття. На карті зображені кордони Європи, затверджені Віденським конгресом після поразки Наполеона Бонапарта. |                                                    |                              |                                       |  |
| |                                                    |                              |                                       |  |
| | Післявоєнний період                                |                              |                                       |  |
| Художники: Томас Песендорфер і Герберт Вайнер | Художники: Томас Песендорфер і Герберт Вайнер      | Австрійський монетний двір   | Австрійський монетний двір            |  |
| Номінал: €20 | Метал: Ag 900                                      | Тираж: 50 000                | Якість: Frosted Proof                 |  |
| Діаметр: 34 мм | Дата випуску: 17 вересня 2003                      | Вага: 20 г                   | Гурт: гладкий                         |  |
| Четверта монета з серії «Австрія. Шлях через століття» Аверс: Сюжет присвячений Другій Австрійській республіці — зламані ланцюга у пазурах орла символізують відродження незалежної держави. Праворуч червоно-біло-червоний прапор Австрії, а ліворуч прапор Європейського союзу. У верхній частині монети розташовано надпис: «Республіка Австрія», знизу зазначено номінал — «20 Euro». Реверс: Сюжет, заснований на основі двох знаменитих плакатів того часу: Jeep та ERP (Програма відновлення Європи). У верхній частині монети розташовано напис: ERP. У лівій частині монети зображений автомобіль марки Jeep, зразка 1940 років, в якому перебувають три людини. У нижній частині монети розташовано напис: «Реконструкція в Австрії». |                                                    |                              |                                       |  |
| |                                                    |                              |                                       |  |
| | Палац Шенбрунн                                     |                              |                                       |  |
| Художники: Гельмут Андекслінгер та Андреас Занашка | Художники: Гельмут Андекслінгер та Андреас Занашка | Австрійський монетний двір   | Австрійський монетний двір            |  |
| Номінал: €10 | Метал: Ag 925                                      | Тираж: 100 000 40000 60 000  | Якість: UNC Special UNC Frosted Proof |  |
| Діаметр: 32 мм | Дата випуску: 8 жовтня 2003                        | Вага: 17,3 г                 | Гурт: гладкий                         |  |
| Четверта монета із серії «Австрія та її народ. Замки Австрії» Аверс: Центральна частина фасаду палацу за одним з великих фонтанів. У верхній частині монети розташовано напис: «Палац Шенбрунн». У нижній частині монети розташовано напис: «Республіка Австрія» і номінал «10 Euro». Реверс: Сад за склом, відомий як Palmenhaus. Він був побудований у XIX столітті як музей екзотичних рослин. У той час це була найбільша будівля зі сталі і скла в Європі. |                                                    |                              |                                       |  |
| |                                                    |                              |                                       |  |
| | Живопис                                            |                              |                                       |  |
| Художники: Герберт Вайнер і Томас Песендорфер | Художники: Герберт Вайнер і Томас Песендорфер      | Австрійський монетний двір   | Австрійський монетний двір            |  |
| Номінал: €100 | Метал: Au 986                                      | Тираж: 30 000                | Якість: Proof                         |  |
| Діаметр: 30 мм | Дата випуску: 5 листопада 2003                     | Вага: 16,2 г                 | Гурт: гладкий                         |  |
| Друга монета з серії «Художні скарби Австрії» Аверс: Знаменитий художник Віденської школи Густав Клімт. Клімт перебуває у своїй студії і завершує роботу над двома картинами. Крім того, присутній круговий напис «Республіка Австрія» і номінал «100 Euro». Реверс: Одна зі знаменитих робіт Клімта — «Поцілунок», представлена на звороті монети. Клімт створив її в 1908 році, у свій «золотий період». |                                                    |                              |                                       |  |

## Монети 2004 року карбування
| | Розширення Європейського Союзу                      |                              |                                       |  |
| Художники: Герберт Вайнер і Томас Песендорфер | Художники: Герберт Вайнер і Томас Песендорфер       | Австрійський монетний двір   | Австрійський монетний двір            |  |
| Номінал: €5 | Метал: Ag 800                                       | Тираж: 275000 125000         | Якість: UNC Special UNC               |  |
| Діаметр: 28,5 мм | Дата випуску: 28 січня 2004                         | Вага: 10 г                   | Гурт: гладкий                         |  |
| Реверс: Карта Європи, нові країни Євросоюзу на якій позначені невеликими прапорцями. Назви країн-нових членів Євросоюзу написані в нижній частині монети, кожна своєю мовою. Присутній логотип, що позначає належність монети до Австрії. Крім Австрії, подібні монети випустили кілька країн Європи. У лівій верхній частині монети розташовано напис: нім. EU-Erweiterung (укр. Розширення ЄС). |                                                     |                              |                                       |  |
| |                                                     |                              |                                       |  |
| | 150-річчя Альпійської залізниці                     |                              |                                       |  |
| Художники: Томас Песендорфер і Гельмут Андекслінгер | Художники: Томас Песендорфер і Гельмут Андекслінгер | Австрійський монетний двір   | Австрійський монетний двір            |  |
| Номінал: €25 | Метал: Ag 900 і Nb 998                              | Тираж: 50 000                | Якість: Special UNC                   |  |
| Діаметр: 34 мм | 'Дата випуску: '19 лютого 2004                      | Вага: 17,15 г                | Гурт: гладкий                         |  |
| Біметалева монета з срібла і ніобію номінальною вартістю 25 євро. Колір центральній частині монети з ніобію — зелений. Аверс: Два локомотива — старовинний і сучасний, що є символом вдосконалення конструкції поїздів з 1854 по 2004 рік. Верхня половина зображує сучасний потяг. Нижче показаний перший локомотив альпійської залізниці, побудований Вільгельмом фон Енгерт. На срібному кільці монети півколом розташований напис: нім. Republik Österreich (укр. Республіка Австрія) і номінал «25 Euro». Реверс: Паровоз, який вийшов з тунелю в Альпах. Кругова легенда: нім. 150 jahre Semmeringbann (укр. 150 років Альпійської залізниці) |                                                     |                              |                                       |  |
| |                                                     |                              |                                       |  |
| | Йозеф Гайдн                                         |                              |                                       |  |
| Художник: Герберт Вайнер | Художник: Герберт Вайнер                            | Австрійський монетний двір   | Австрійський монетний двір            |  |
| Номінал: €50 | Метал: Au 986                                       | Тираж: 50 000                | Якість: Proof                         |  |
| Діаметр: 22 мм | Дата випуску: 20 березня 2004                       | Вага: 10,14 г                | Гурт: гладкий                         |  |
| Перша монета у серії «Великі композитори». Монета присвячена Йозефу Гайдну, одному з найбільш творчих та інноваційних композиторів, у якого вчились Моцарт і Бетховен. Аверс: Замок Естергазі у місті Айзенштадт, де Гайдн жив і працював протягом багатьох років. Над замком зображені ноти. У верхній частині монети розташовано надпис: нім. Schloss Esterházy (укр. Замок Естерхазі). Півколом зображено напис: нім. Republik Österreich (укр. Республіка Австрія) і номінал «50 Euro». Реверс: Портрет Гайдна, його підпис і роки життя «1732-1809». Ліворуч і праворуч від портрета розташовано ім'я композитора — Joseph Haydn (Йозеф Гайдн). |                                                     |                              |                                       |  |
| |                                                     |                              |                                       |  |
| | Замок Гельбрунн                                     |                              |                                       |  |
| Художники: Герберт Вайнер і Томас Песендорфер | Художники: Герберт Вайнер і Томас Песендорфер       | Австрійський монетний двір   | Австрійський монетний двір            |  |
| Номінал: €10 | Метал: Ag 925                                       | Тираж: 130000 40000 60000    | Якість: UNC Special UNC Frosted Proof |  |
| Діаметр: 32 мм | Дата випуску: 21 квітня 2004                        | Вага: 17,3 г                 | Гурт: гладкий                         |  |
| П'ята монета з серії «Австрія та її народ. Замки Австрії». Монета була випущена на честь замку Гельбрунн. Будівля була побудована Маркусом фон Гоенемсом, архієпископом Зальцбурга з 1612 по 1619 роки в стилі бароко і оточена чудовим садом. Замок знаходиться в околицях Зальцбурга. Аверс: Шлях до замку Гельбрунн від його двору. Замок розташований на тлі гір у Зальцбурзі. У верхній частині монети викарбувана напис: нім. Republik Österreich (укр. Республіка Австрія). У нижній частині монети — назва замку нім. Schloss Hellbrunn (укр. Замок Гелбрунн) і номінал «10 Euro». Реверс: Портрет архієпископа Маркуса фон Гоенемса, що спроектував план будівництва собору Зальцбурга. На задньому плані «римський театр» у Гельбрунні. Також стоїть напис: нім. Erzhbishop Markus Sitticus von Hohenems 1612—1619 (укр. Єпископ Маркус фон Гоенемс 1612—1619). |                                                     |                              |                                       |  |
| |                                                     |                              |                                       |  |
| | 100-річчя футболу                                   |                              |                                       |  |
| Художник: Герберт Вайнер | Художник: Герберт Вайнер                            | Австрійський монетний двір   | Австрійський монетний двір            |  |
| Номінал: €5 | Метал: Ag 800                                       | Тираж: 600000 100 000        | Якість: UNC Special UNC               |  |
| Діаметр: 28,5 мм | Дата випуску: 12 травня 2004                        | Вага: 10 г                   | Гурт: гладкий                         |  |
| Монета зображує футболістів (вид на поле через сітки воріт), на передньому плані воротар. У нижній частині монети півколом розташований напис: нім. 100 jahre fussball (укр. 100 років футболу). |                                                     |                              |                                       |  |
| |                                                     |                              |                                       |  |
| | Корабель „Новара“                                   |                              |                                       |  |
| Художники: Томас Песендорфер і Герберт Вайнер | Художники: Томас Песендорфер і Герберт Вайнер       | Австрійський монетний двір   | Австрійський монетний двір            |  |
| Номінал: €20 | Метал: Ag 900                                       | Тираж: 50 000                | Якість: Frosted Proof                 |  |
| Діаметр: 34 мм | Дата випуску: 16 червня 2004                        | Вага: 20 г                   | Гурт: гладкий                         |  |
| Перша монета з серії «Австрія у відкритому морі». Аверс: Фрегат «Новара» під вітрилами під час своєї навколосвітньої подорожі 1857–1859 років. «Новара» стала першим судном Австро-Угорського флоту, який здійснив навколосвітню подорож. Чайки навколо корабля символіхують близькість до землі. У верхній частині монети розташовано напис: нім. Weltumsegelung der SMS Novara 1857—1859 (укр. Навколосвітня подорож фрегата Новара 1857—1859). У нижній частині монети викарбувана напис: нім. Republik Österreich (укр. Республіка Австрія) і номінал «20 Euro». Реверс: Подвійний портрет ерцгерцога Фердинанда Макса, командувача Австрійським флотом, і комодора Бернхарда фон Вюллерсторф-Юрбер, який командував фрегатом «Новара» під час навколосвітнього плавання. Перед ними на столі глобус, модель великого корабля і інструменти навігації. У верхній частині монети півколом розташований напис: нім. Erzherzog Ferdinand Max Bernhard von Wüllerstorf - Urbair (укр. ерцгерцог Фердинанд Макс Бернхард фон Вюллерсторф - Юрбер) |                                                     |                              |                                       |  |
| |                                                     |                              |                                       |  |
| | Корабель „Ерцгерцог Фердинанд Макс“                 |                              |                                       |  |
| Художники: Томас Песендорфер і Герберт Вайнер | Художники: Томас Песендорфер і Герберт Вайнер       | Австрійський монетний двір   | Австрійський монетний двір            |  |
| Номінал: €20 | Метал: Ag 900                                       | Тираж: 50 000                | Якість: Frosted Proof                 |  |
| Діаметр: 34 мм | Дата випуску: 15 вересня 2004                       | Вага: 20 г                   | Гурт: гладкий                         |  |
| Друга монета з серії «Австрія у відкритому морі». Аверс: Броньований фрегат «Ерцгерцог Фердинанд Макс». Як і всі ранні парові суду, він має три щогли і вітрила. Корабель був названий на честь морського головнокомандувача і брата імператора ерцгерцога Фердинанда Макса. У верхній частині монети розташовано напис: нім. Panzerfregatth SMS Erzherzog Ferdinand Max (укр. Броньований фрегат Ерцгерцог Фердинанд Макс). У нижній частині монети викарбувана напис: нім. Republik Österreich (укр. Республіка Австрія) і номінал «20 Euro». Реверс: Контр-адмірал Вільгельм фон Тегетгофф з картини Антона Ромака стоїть на містку корабля «Ерцгерцог Фердинанд Макс». Перед ним четверо моряків повертають штурвал. Напис, розташована у верхній частині монети, говорить: нім. Admiral Wilhelm von Tegetthoff (укр. Адмірал Вільгельм фон Тегетгофф). |                                                     |                              |                                       |  |
| |                                                     |                              |                                       |  |
| | Замок Артштеттен                                    |                              |                                       |  |
| Художники: Томас Песендорфер і Герберт Вайнер | Художники: Томас Песендорфер і Герберт Вайнер       | Австрійський монетний двір   | Австрійський монетний двір            |  |
| Номінал: €10 | Метал: Ag 925                                       | Тираж: 130 000 40 000 60 000 | Якість: UNC Special UNC Frosted Proof |  |
| Діаметр: 32 мм | Дата випуску: 13 жовтня 2004                        | Вага: 17,3 г                 | Гурт: гладкий                         |  |
| Шоста монета з серії «Австрія та її народ. Замки Австрії». Аверс: Замок Артштеттен, який розташований над Дунаєм у місцевості, відомій як Вахау. Будівля, побудована в XIII столітті, сьогодні являє собою типовий замок з кутовими вежами і унікальними куполами. У верхній частині монети розташовані написи: нім. Republik Österreich (укр. Республіка Австрія), нім. Schloss Artstetten (укр. Замок Артштеттен). У нижній частині монети вказаний номінал — «10 Euro». Реверс: Вхід у склеп родини Гогенберг. Присутні два портрети у лівому полі монети, які зображують ерцгерцога Франца Фердинанда і його дружину Софію, герцогиню Гогенберг. У верхній частині монети півколом розташований напис: нім. Erzherzog Franz Ferdinand, Erzherzogin Sophie von Hohenberg (укр. Ерцгерцог Франц Фердинанд, Ерцгерцогиня Софія фон Гогенберг). |                                                     |                              |                                       |  |
| |                                                     |                              |                                       |  |
| | Віденська сецесія                                   |                              |                                       |  |
| Художник: Гельмут Андекслінгер | Художник: Гельмут Андекслінгер                      | Австрійський монетний двір   | Австрійський монетний двір            |  |
| Номінал: €100 | Метал: Au 986                                       | Тираж: 30 000                | Якість: Proof                         |  |
| Діаметр: 30 мм | Дата випуску: 10 листопада 2004                     | Вага: 16,22 г                | Гурт: гладкий                         |  |
| Перша монета з серії «Віденський модерн». Аверс: Вид на виставковий зал сецесії, який знаходиться у Відні. Сецесія перекладається як «розкол», як це було в минулому, коли тут працювали невизнані художники, які розробили дизайн будівлі. У верхній частині монети розташовано напис: нім. Republik Österreich (укр. Республіка Австрія), внизу зазначено номінал монети — «100 Euro». Реверс: Частина картини Густава Клімта «Фриз Бетховена». На монеті зображено: лицар в обладунках, який представляє «Силу», перша жінка у на передньому фоні, що символізує «Амбіцію», тримає в руках вінок перемоги. Друга жінка, що представляє «Симпатію», стоїть з опущеною головою і складеними руками. Напис в правій частині монети: нім. Beethovenfries (укр. Бетховенський фриз). |                                                     |                              |                                       |  |

## Монети 2005 року карбування
| | 100 років лижного спорту                                      |                            |                                       |  |
| Художник: Герберт Вайнер | Художник: Герберт Вайнер                                      | Австрійський монетний двір | Австрійський монетний двір            |  |
| Номінал: €5 | Метал: Ag 800                                                 | Тираж: 500000 100 000      | Якість: UNC Special UNC               |  |
| Діаметр: 28,5 мм | Дата випуску: 26 січня 2005                                   | Вага: 10 г                 | Гурт: гладкий                         |  |
| Реверс: Дизайн монети зображує кристал, який символізує зимові види спорту, на тлі якого зображено лижник. |                                                               |                            |                                       |  |
| |                                                               |                            |                                       |  |
| | Людвіг ван Бетховен                                           |                            |                                       |  |
| Художники: Гельмут Андекслінгер і Герберт Вайнер | Художники: Гельмут Андекслінгер і Герберт Вайнер              | Австрійський монетний двір | Австрійський монетний двір            |  |
| Номінал: €50 | Метал: Au 986                                                 | Тираж: 50 000              | Якість: Proof                         |  |
| Діаметр: 22 мм | Дата випуску: 16 лютого 2005                                  | Вага: 10,14 г              | Гурт: гладкий                         |  |
| Друга монета з серії «Великі композитори». Аверс: Фасад Палацу Лобковіц і титульний лист «Героїчної» симфонії Бетховена з пером нижче. У верхній частині монети стоїть напис: нім. Republik Österreich (укр. Республіка Австрія), внизу розташований номінал «50 Euro». Реверс: Портрет Бетховена, його підпис, а також роки життя (1770–1827). Малюнок Клобера, виконаний в 1818 році, послужив моделлю для портрета. Зверху півколом розташований напис: нім. Ludwig van Beethoven (укр. Людвіг Ван Бетховен) |                                                               |                            |                                       |  |
| |                                                               |                            |                                       |  |
| | 50 років телебаченню                                          |                            |                                       |  |
| Художник: Гельмут Андекслінгер | Художник: Гельмут Андекслінгер                                | Австрійський монетний двір | Австрійський монетний двір            |  |
| Номінал: €25 | Метал: Ag 900 і Nb 998                                        | Тираж: 65000               | Якість: Special UNC                   |  |
| Діаметр: 34 мм | Дата випуску: 9 березня 2005                                  | Вага: 17,15 г              | Гурт: гладкий                         |  |
| Аверс: Середня частина лицьової сторони монети фіолетового кольору з ніобію зображує тестову плату, яка вперше була використана в 1950 році для калібрування телевізора. По срібному ободі стоїть напис: нім. Republik Österreich (укр. Республіка Австрія) і номінал «25 Euro». Реверс: На передньому плані зображена невелика телевізійна антена в період раннього аналогового телебачення. У зовнішньому срібному колі зображені кілька етапів історії телебачення: старий телевізор, старий фотоапарат, члени сім'ї, які використовують пульт дистанційного управління, і, нарешті, кімната, в якій телеканал налаштовується супутниковою антеною. Також на ободі монети зі срібла, присутній напис нім. 50 Jahre Fernsehen (укр. 50 років Телебаченню). |                                                               |                            |                                       |  |
| |                                                               |                            |                                       |  |
| | 60 років Другої республіки                                    |                            |                                       |  |
| Художники: Гельмут Андекслінгер і Герберт Вайнер | Художники: Гельмут Андекслінгер і Герберт Вайнер              | Австрійський монетний двір | Австрійський монетний двір            |  |
| Номінал: €10 | Метал: Ag 925                                                 | Тираж: 130000 40000 60000  | Якість: Circulation UNC Frosted Proof |  |
| Діаметр: 32 мм | Дата випуску: 11 травня 2005                                  | Вага: 17,3 г               | Гурт: гладкий                         |  |
| Перша монета з серії «60 років Другої республіки». Аверс: Фігура Афіни Паллади, грецької богині мудрості, що стоїть перед будівлею парламенту у Відні. Вона являє собою символ Австрійської Республіки і оточена гербами 9 федеральних земель. У верхній частині монети розташовано напис: нім. Republik Österreich (укр. Республіка Австрія), за фігурою Афіни знаходиться номінал монети — «10 Euro». Реверс: будівля парламенту Австрії зі зламаною ланцюгом і радісна юрба громадян. Розірваний ланцюг, що символізує звільнення Австрії, також присутній на пазурах австрійського національного орла. Під зламаною ланцюгом напис нім. 60 Jahre Zweite Republik (укр. 60 років Другої республіки). |                                                               |                            |                                       |  |
| |                                                               |                            |                                       |  |
| | Гімн Європи, написаний Людвігом ван Бетховеном                |                            |                                       |  |
| Художник: Герберт Вайнер | Художник: Герберт Вайнер                                      | Австрійський монетний двір | Австрійський монетний двір            |  |
| Номінал: €5 | Метал: Ag 800                                                 | Тираж: 275000 125000       | Якість: UNC Special UNC               |  |
| Діаметр: 28,5 мм | Дата випуску: 11 травня 2005                                  | Вага: 10 г                 | Гурт: гладкий                         |  |
| Реверс: Старий Театр Kärntnertor, який знаходиться в землі Каринтія. Також на монети зображені ворота, які стояли біля нинішнього оперного театру до 1870 року. Саме в цьому театрі вперше були публічно виконані симфонії Бетховена: Симфонія № 9 і Ода до радості. Портрет Бетховена з нотами хорової теми його симфонії розташований у правій нижній частині монети. У верхній частині монети стоїть напис: нім. Beethoven Vien (укр. Бетховен Відень), напис над портретом Бетховена: нім. Europa hymne (укр. Гімн Європи). |                                                               |                            |                                       |  |
| |                                                               |                            |                                       |  |
| | Корабель Адмірал Тегетгофф                                    |                            |                                       |  |
| Художники: Томас Песендорфер і Герберт Вайнер | Художники: Томас Песендорфер і Герберт Вайнер                 | Австрійський монетний двір | Австрійський монетний двір            |  |
| Номінал: €20 | Метал: Ag 900                                                 | Тираж: 50 000              | Якість: Frosted Proof                 |  |
| Діаметр: 34 мм | Дата випуску: 8 червня 2005                                   | Вага: 20 г                 | Гурт: гладкий                         |  |
| Третя монета з серії «Австрія у відкритому морі». Аверс: Корабель «Адмірал Тегетгофф», який був побудований у місті Бремергафен (Німеччина) спеціально для австро-угорської полярної експедиції. Корабель зображений під часу входу в холодні води за Північним Полярним колом. Корабель був названий на честь одного з найвідоміших адміралів Австрії: Вільгельма фон Тегетгоффа. У верхній частині монети над кораблем розташована напис: нім. Expeditionsschiff Admiral Tegetthoff (укр. Експедиційне судно Адмірал Тегетгофф). У нижній частині монети стоїть напис: нім. Republik Österreich (укр. Республіка Австрія) і номінал «20 Euro». Реверс: Експедиція на чолі з командувачем військово-морської експедиції Карлом Вайпрехта і першим лейтенантом Юліусом фон Пайером. Дослідники стоять на льоду Арктичного моря, а корабель розташований за ними. У верхній частині монети стоїть напис: нім. Julius von Payer Karl Weyprecht (укр. Юліус фон Пайер Карл Вайпрехта). |                                                               |                            |                                       |  |
| |                                                               |                            |                                       |  |
| | Крейсер Санкт Георг                                           |                            |                                       |  |
| Художник: Томас Песендорфер | Художник: Томас Песендорфер                                   | Австрійський монетний двір | Австрійський монетний двір            |  |
| Номінал: €20 | Метал: Ag 900                                                 | Тираж: 50 000              | Якість: Frosted Proof                 |  |
| Діаметр: 34 мм | Дата випуску: 14 вересня 2005                                 | Вага: 20 г                 | Гурт: гладкий                         |  |
| Четверта монета з серії «Австрія у відкритому морі». Аверс: Крейсер «Санкт-Георг», що пливе в Нью-Йорк 17 травня 1907, під час проходження перед пам'ятником Статуї Свободи. Це сталося під час останнього візиту австрійського військового корабля в США. У верхній частині монети розташовано напис: нім. Panzer kreuzer sms st. Georg (укр. Броненосний крейсер Санкт-Георг). У нижній частині монети стоїть напис: нім. Republik Österreich (укр. Республіка Австрія) і номінал «20 Euro». Реверс: Морський арсенал бази Пула, однієї з основних баз австро-угорського флоту, починаючи з середини дев'ятнадцятого століття. Санкт-Георг стоїть в одному з доків. На передньому плані пароплав. У верхній частині монети стоїть напис: нім. Seearsenal pola (укр. Військово-морський арсенал полярних експедицій). |                                                               |                            |                                       |  |
| |                                                               |                            |                                       |  |
| | Відкриття Бургтеатру і Віденської державної опери в 1955 році |                            |                                       |  |
| Художники: Гельмут Андекслінгер і Герберт Вайнер | Художники: Гельмут Андекслінгер і Герберт Вайнер              | Австрійський монетний двір | Австрійський монетний двір            |  |
| Номінал: €10 | Метал: Ag 925                                                 | Тираж: 130000 40000 60000  | Якість: UNC Special UNC Frosted Proof |  |
| Діаметр: 32 мм | Дата випуску: 12 жовтня 2005                                  | Вага: 17,3 г               | Гурт: гладкий                         |  |
| Друга монета з серії «60 років Другої республіки». Монета присвячена 50-річчю повторного відкриття відновленого Бургтеатру і Національної опери. Аверс: Національна опера позаду Оперного театру. У нижній частині монети розташовано напис: нім. Republik Österreich (укр. Республіка Австрія) і номінал «10 Euro» Реверс: Два типових символу театру — маски комедії і трагедії, і напис по ободі монети: нім. Wiedereröffnung von und Burg Oper 1955 (укр. Повторне відкриття Національного театру і опери, 1955). |                                                               |                            |                                       |  |
| |                                                               |                            |                                       |  |
| | Церква на Штайнгофі                                           |                            |                                       |  |
| Художники: Томас Песендорфер і Гельмут Андекслінгер | Художники: Томас Песендорфер і Гельмут Андекслінгер           | Австрійський монетний двір | Австрійський монетний двір            |  |
| Номінал: €100 | Метал: Au 986                                                 | Тираж: 30 000              | Якість: Proof                         |  |
| Діаметр: 30 мм | Дата випуску: 9 листопада 2005                                | Вага: 16,22 г              | Гурт: гладкий                         |  |
| Друга монета з серії «Віденський модерн». Аверс: Головний вхід до собору Штайнгоф. У верхній частині монети розташовано напис: нім. Republik Österreich (укр. Республіка Австрія), внизу зазначено номінал монети — «100 Euro». Реверс: Вітраж роботи Коломана Мозера над головним входом. У центральній частині монети Бог, що сидить на троні. Вікно обрамлено парою бронзових ангелів в стилі модерну, малюнок розроблений дизайнером Отмаром Шмітцковічем. |                                                               |                            |                                       |  |

## Монети 2006 року карбування
| | Головування Австрії у Раді Європейського Союзу         |                            |                                       |  |
| Художники: Герберт Вайнер і Гельмут Андекслінгер | Художники: Герберт Вайнер і Гельмут Андекслінгер       | Австрійський монетний двір | Австрійський монетний двір            |  |
| Номінал: €5 | Метал: Ag 800                                          | Тираж: 250000 100 000      | Якість: UNC Special UNC               |  |
| Діаметр: 28,5 мм | Дата випуску: 18 січня 2006                            | Вага: 10 г                 | Гурт: гладкий                         |  |
| Реверс: Імператорський палац Гофбург. Кінна статуя Йосипа II у центрі монети перед палацом Гофбург. Праворуч — крило палацу, в якому розташовуються бальні зали. Напис у верхній частині монети: нім. Österreichische Präsidentschaft im rat der EU (укр. Головування Австрії в ЄС). У нижній частині монети — назва однієї з площ Відня: Josefsplatz . |                                                        |                            |                                       |  |
| |                                                        |                            |                                       |  |
| | Вольфганг Амадей Моцарт                                |                            |                                       |  |
| Художники: Гельмут Андекслінгер і Герберт Вайнер | Художники: Гельмут Андекслінгер і Герберт Вайнер       | Австрійський монетний двір | Австрійський монетний двір            |  |
| Номінал: €50 | Метал: Au 986                                          | Тираж: 50 000              | Якість: Proof                         |  |
| Діаметр: 22 мм | Дата випуску: 1 лютого 2006                            | Вага: 10,14 г              | Гурт: гладкий                         |  |
| Третя монета з серії «Великі композитори». Аверс: Вулиця Гетрайдегассе в Зальцбурзі. На передньому плані будинок, де народився Моцарт, вулиця Гетрайдегассе показана з правого боку. Також стоїть напис: нім. Republik Österreich (укр. Республіка Австрія) і номінал «50 Euro». Реверс: Портрет Моцарта. Зліва на передньому плані його батько, Леопольд Моцарт, також музикант. Леопольд тримає легко впізнаваний унікальний музичний подарунок сина, який дав йому належні інструкції та керівництва. Їх портрети зроблені на основі сучасних картин. Напис по ободі: нім. Leopold Wolfgang Amadeus Mozart (укр. Леопольд і Вольфганг Амадей Моцарт) та номінал 50 євро.                                                                   |                                                        |                            |                                       |  |
| |                                                        |                            |                                       |  |
| | Європейська супутникова навігація                      |                            |                                       |  |
| Художники: Герберт Вайнер і Томас Песендорфер | Художники: Герберт Вайнер і Томас Песендорфер          | Австрійський монетний двір | Австрійський монетний двір            |  |
| Номінал: €25 | Метал: Ag 900 і Nb 998                                 | Тираж: 65000               | Якість: Special UNC                   |  |
| Діаметр: 34 мм | Дата випуску: 1 березня 2006                           | Вага: 17,15 г              | Гурт: гладкий                         |  |
| Монета має срібне кільце і середню частину з ніобію золотисто-коричневого кольору. Аверс: У центральній частині монети зображена Роза вітрів із зазначенням всіх сторін світу. Напис показує точне розташування координат Австрійського монетного двору в Відні. Також на монеті розташований напис: нім. Republik Österreich (укр. Республіка Австрія) і номінал «25 Euro». Реверс: Центральна частина з ніобію зображує Глобальну навігаційну супутникову навігацію на орбіті Землі. На срібному кільці зображені різні транспортні засоби (літак, контейнеровоз, поїзд і вантажівка), для яких була розроблена супутникова навігація. По ободі монети напис нім. Europäische satellitennavigation (укр. Європейська супутникова навігація) |                                                        |                            |                                       |  |
| |                                                        |                            |                                       |  |
| | Абатство Нонберге                                      |                            |                                       |  |
| Художник: Томас Песендорфер | Художник: Томас Песендорфер                            | Австрійський монетний двір | Австрійський монетний двір            |  |
| Номінал: €10 | Метал: Ag 925                                          | Тираж: 130000 40000 60000  | Якість: UNC Special UNC Frosted Proof |  |
| Діаметр: 32 мм | Дата випуску: 5 квітня 2006                            | Вага: 17,3 г               | Гурт: гладкий                         |  |
| Перша монета з серії «Австрія та її народ. Знамениті абатства Австрії». Аверс: Бенедиктинський монастир Нонберге. На вершині пагорба на фоні замку Гоензальцбург видно церкву св. Каєтана. Напис у верхній частині монети: нім. Benediktinerinnenabtei Nonnberg (укр. Бендиктинське абатство Ноннберг). Також стоїть напис: нім. Republik Österreich (укр. Республіка Австрія) і номінал «10 Euro». Реверс: Склеп, присвячений святій Ерентруді, племінниці святого Руперта, зображена статуя першої настоятельки монастиря. Поруч зі статуєю напис Erentrudis («Ерентруда»). |                                                        |                            |                                       |  |
| |                                                        |                            |                                       |  |
| | 250-річна річниця народження Вольфганга Амадея Моцарта |                            |                                       |  |
| Художники: Герберт Вайнер і Гельмут Андекслінгер | Художники: Герберт Вайнер і Гельмут Андекслінгер       | Австрійський монетний двір | Австрійський монетний двір            |  |
| Номінал: €5 | Метал: Ag 800                                          | Тираж: 375000 125000       | Якість: UNC Special UNC               |  |
| Діаметр: 28,5 мм | Дата випуску: 10 травня 2006                           | Вага: 10 г                 | Гурт: гладкий                         |  |
| Ця монета була випущена до 250 річниці від народження Моцарта. Реверс: Портрет Моцарта і собор в Зальцбурзі на задньому плані. На монеті зображені символ євро і європейські зірки, що характеризує монету в рамках серії «Європа», викарбувану в ряді країн Євросоюзу. Напис у верхній частині монети: нім. Wolfgang Amadeus Mozart (укр. Вольфганг Амадей Моцарт). |                                                        |                            |                                       |  |
| |                                                        |                            |                                       |  |
| | Австрійський торговий флот                             |                            |                                       |  |
| Художники: Гельмут Андекслінгер і Герберт Вайнер | Художники: Гельмут Андекслінгер і Герберт Вайнер       | Австрійський монетний двір | Австрійський монетний двір            |  |
| Номінал: €20 | Метал: Ag 900                                          | Тираж: 50 000              | Якість: Frosted Proof                 |  |
| Діаметр: 34 мм | Дата випуску: 7 червня 2006                            | Вага: 20 г                 | Гурт: гладкий                         |  |
| П'ята монета з серії «Австрія у відкритому морі». Аверс: Корабель «Кайзер Франц Йосиф I» (названий на честь Франца Йосифа I), найбільший і найшвидший у складі Австрійського флоту, під час походу в місто Трієст. На задньому плані можна побачити корабель «Ллойд Брюнн», який прибуває в порт і будівлі в береговій смузі. Напис у верхній частині монети: нім. Österreichische handelsmarine (укр. Австрійський торговий флот). Також стоїть напис: нім. Republik Österreich (укр. Республіка Австрія) і номінал «20 Euro». Реверс: Вид на порт Трієст. Гавань сповнена пароплавів і вітрильних кораблів. Напис у верхній частині монети: нім. Hafen von Triest (укр. Порт Трієста).                                                      |                                                        |                            |                                       |  |
| |                                                        |                            |                                       |  |
| | Корабель Viribus Unitis                                |                            |                                       |  |
| Художники: Гельмут Андекслінгер і Томас Песендорфер | Художники: Гельмут Андекслінгер і Томас Песендорфер    | Австрійський монетний двір | Австрійський монетний двір            |  |
| Номінал: €20 | Метал: Ag 900                                          | Тираж: 50 000              | Якість: Frosted Proof                 |  |
| Діаметр: 34 мм | Дата випуску: 13 вересня 2006                          | Вага: 20 г                 | Гурт: гладкий                         |  |
| Монета стала шостою й останньою з серії «Австрія у відкритому морі». Аверс: Флагман «Viribus Unitis» з палуби корабля, який супроводжує його в поході. Два інші кораблі старшого класу присутні на задньому плані. У верхній частині монети назву корабля SMS Viribus Unitis. Також стоїть напис: нім. Republik Österreich (укр. Республіка Австрія) і номінал «20 Euro». Реверс: У верхній правій частині монети напис нім. Kriegsmarine (укр. Військово-морський флот). |                                                        |                            |                                       |  |
| |                                                        |                            |                                       |  |
| | Абатство Готтвейґ                                      |                            |                                       |  |
| Художники: Герберт Вайнер і Томас Песендорфер | Художники: Герберт Вайнер і Томас Песендорфер          | Австрійський монетний двір | Австрійський монетний двір            |  |
| Номінал: €10 | Метал: Ag 925                                          | Тираж: 130000 40000 60000  | Якість: UNC Special UNC Frosted Proof |  |
| Діаметр: 32 мм | Дата випуску: 11 жовтня 2006                           | Вага: 17,3 г               | Гурт: гладкий                         |  |
| Друга монета з серії «Австрія та її народ. Знамениті абатства Австрії». Аверс: Абатство з вежами на вершині пагорба, в оточенні дерев і виноградників. Напис у верхній частині монети: нім. Benediktinerstift Göttweig (укр. Бенедектинське абатство Готтвейґ). Також стоїть напис: нім. Republik Österreich (укр. Республіка Австрія) і номінал «10 Euro». Реверс: Імператорські Сходи, які ведуть до квартир у Великому абатстві. Квартири в Готтвейг були підготовлені для імператора Карла VI. Його портрет зображено на передньому плані. Напис в нижній частині монети: нім. Kaiserstiege Carolus (укр. Імператорські сходи Карла). |                                                        |                            |                                       |  |
| |                                                        |                            |                                       |  |
| | Віденські річкові ворота                               |                            |                                       |  |
| Художник: Гельмут Андекслінгер | Художник: Гельмут Андекслінгер                         | Австрійський монетний двір | Австрійський монетний двір            |  |
| Номінал: €100 | Метал: Au 986                                          | Тираж: 30 000              | Якість: Proof                         |  |
| Діаметр: 30 мм | Дата випуску: 8 листопада 2006                         | Вага: 16,22 г              | Гурт: гладкий                         |  |
| Третя монета з серії «Віденський модерн». Річкові ворота, які були побудовані в період з 1903 по 1906 роки і були відкриті для широкої громадськості з 15 листопада 1906 року. У рамках святкування сторіччя з їх відкриття в 2006 році ворота були обрані як основний мотив для випуску цієї монети. Аверс: Напис: нім. Republik Österreich (укр. Республіка Австрія) і номінал «100 Euro». Реверс: Один з входів в річкові ворота з вулиці. У цілому, ворота являють собою одну з найкрасивіших споруд у стилі модерн, які видно з багатьох оглядових точок у Відні. Напис в нижній частині монети: нім. Wienfluss - Portal (укр. Віденські річкові ворота).                                                                                |                                                        |                            |                                       |  |

## Монети 2007 року карбування
| | 100 років загального виборчого права                |                            |                                       |  |
| Художник: Герберт Вайнер | Художник: Герберт Вайнер                            | Австрійський монетний двір | Австрійський монетний двір            |  |
| Номінал: €5 | Метал: Ag 800                                       | Тираж: 150000 100 000      | Якість: UNC Special UNC               |  |
| Діаметр: 28,5 мм | Дата випуску: 10 січня 2007                         | Вага: 10 г                 | Гурт: гладкий                         |  |
| До кінця XIX століття Австро-Угорська монархія почала проводити реформи в напрямку конституціоналізму. В Австро-Угорщині було введено конституційний лад з парламентом, і в 1867 році був прийнятий Білль про права. У закон про виборче право поправки вносилися в нижній палаті рейхстагу, результатом чого в 1907 році було введено рівне виборче право для всіх громадян чоловічої статі. Реверс: На передньому плані 2 овальні портрети Франца Йосифа I і барона Макса фон Бека, авторів реформи виборчого права. Напис у верхній частині монети: нім. 100 jahre wahlrechtsreform (укр. 100 років реформі виборчого права), Напис в нижній частині монети: нім. Kaiser Franz Josef I. Freiher von Beck (укр. Франц Йосиф I. Барон фон Бек). Дизайн монети заснований на історичній фотографії відкриття сесії парламенту в 1907 році після виборів.                                                                   |                                                     |                            |                                       |  |
| |                                                     |                            |                                       |  |
| | Стівен ван Герард                                   |                            |                                       |  |
| Художник: Гельмут Андекслінгер | Художник: Гельмут Андекслінгер                      | Австрійський монетний двір | Австрійський монетний двір            |  |
| Номінал: €50 | Метал: Au 986                                       | Тираж: 50 000              | Якість: Proof                         |  |
| Діаметр: 22 мм | Дата випуску: 31 січня 2007                         | Вага: 10,14 г              | Гурт: гладкий                         |  |
| Перша монета серії «Знамениті лікарі Австрії». Герард ван Світен народився в Нідерландах. Марія Терезія обрала його своїм особистим лікарем, потім він став засновником Першої Віденської школи медицини. Його спадщина у світі медицини величезна, і тому його вибрали для першої монети в новій серії золотих монет «Знамениті лікарі Австрії». Аверс: Портрет Герарда ван Світена з книгою. Напис у верхній частині монети: Gerard van Swieten (Герард ван Світен). Також стоїть напис: нім. Republik Österreich (укр. Республіка Австрія) і номінал «50 Euro». Реверс: Будівля Австрійської академія наук, рукописний текст реформи: нім. Planen pour la Faculté de Medizin (укр. План набору факультету медицини). Текст ліворуч по ободі: нім. Akademie der wissenschaften (укр. Академія наук), праворуч — гілка рослини з роду Swietenia, сімейства Меліева і напис Swietenia mahagoni відокремлені півколом.      |                                                     |                            |                                       |  |
| |                                                     |                            |                                       |  |
| | Австрійська авіація                                 |                            |                                       |  |
| Художники: Герберт Вайнер і Томас Песендорфер | Художники: Герберт Вайнер і Томас Песендорфер       | Австрійський монетний двір | Австрійський монетний двір            |  |
| Номінал: €25 | Метал: Ag 900 і Nb 998                              | Тираж: 65000               | Якість: Special UNC                   |  |
| Діаметр: 34 мм | Дата випуску: 28 лютого 2007                        | Вага: 16,5 г               | Гурт: гладкий                         |  |
| Аверс: Вид на кабіну сучасного пасажирського літака. Також стоїть напис: нім. Republik Österreich (укр. Республіка Австрія) і номінал «25 Euro». Реверс: Іго Етріх-Таубе, а також його планер Zanonia — в якому Іго Етріх-Таубе сидить у відкритій кабіні. Напис у верхній частині монети: нім. Luftfahrt in Österreich (укр. Авіація в Австрії). |                                                     |                            |                                       |  |
| |                                                     |                            |                                       |  |
| | Абатство Мельк                                      |                            |                                       |  |
| Художники: Томас Песендорфер і Герберт Вайнер | Художники: Томас Песендорфер і Герберт Вайнер       | Австрійський монетний двір | Австрійський монетний двір            |  |
| Номінал: €10 | Метал: Ag 925                                       | Тираж: 130000 40000 60000  | Якість: UNC Special UNC Frosted Proof |  |
| Діаметр: 32 мм | Дата випуску: 18 квітня 2007                        | Вага: 17,3 г               | Гурт: гладкий                         |  |
| Третя монета з серії «Австрія та її народ. Знамениті абатства Австрії». Аверс: Фасад монастирської церкви з 2 бічними крилами низького рівня. Зображені подвійна барочна вежа і великий купол церкви. У правому нижньому кутку предмети з абатства Мельк (у тому числі хрест Св. Петра). Напис, розділений вежею нім. Stift Melk (укр. Абатство Мельк). Також стоїть напис: нім. Republik Österreich (укр. Республіка Австрія) і номінал «10 Euro». Реверс: Центральний купол церкви; картина неба художника Йоганна-Міхаеля Роттмаєра. Тривимірний ефект хреста цього абатства досягається зусиллями гравера, також на передньому плані присутній напис на монеті: нім. Das Kreuz Melker (укр. Хрест абатства Мельк). Ця дорогоцінна реліквія з казни абатства Мельк є роботою чотирнадцятого століття і виготовлена із золота і дорогоцінних каменів.                                                                    |                                                     |                            |                                       |  |
| |                                                     |                            |                                       |  |
| | [Базиліка Різдва Діви Марії в Маріацелль            |                            |                                       |  |
| Художники: Герберт Вайнер і Томас Песендорфер | Художники: Герберт Вайнер і Томас Песендорфер       | Австрійський монетний двір | Австрійський монетний двір            |  |
| Номінал: €5 | Метал: Ag 800                                       | Тираж: 450000 100 000      | Якість: UNC Special UNC               |  |
| Діаметр: 28,5 мм | Дата випуску: 9 травня 2007                         | Вага: 10 г                 | Гурт: гладкий                         |  |
| Базиліка Маріацель (також називається Базиліка Різдва Діви Марії) знаходиться в місті Маріацелль. Вважається найважливішим місцем для паломництва в Австрії, одне з найвідоміших у Європі. У церкві знаходиться прекрасний дерев'яний образ Богородиці. Реверс: Фасад базиліки з характерною центральної готичної вежею в оточенні двох барокових веж. Напис у верхній частині монети: нім. 850 jahre Mariazell (укр. 850 років базиліці Маріацель). |                                                     |                            |                                       |  |
| |                                                     |                            |                                       |  |
| | Залізниця імператора Фердинанда                     |                            |                                       |  |
| Художники: Томас Песендорфер і Гельмут Андекслінгер | Художники: Томас Песендорфер і Гельмут Андекслінгер | Австрійський монетний двір | Австрійський монетний двір            |  |
| Номінал: €20 | Метал: Ag 900                                       | Тираж: 50 000              | Якість: Frosted Proof                 |  |
| Діаметр: 34 мм | Дата випуску: 13 червня 2007                        | Вага: 20 г                 | Гурт: гладкий                         |  |
| Перша монета з серії «Австрійські залізниці». Аверс: Перший паровоз в імперії та напис нім. Republik Österreich (укр. Республіка Австрія) на тлі вагонів першого, другого і третього класу, крім того, вказаний номінал: «20 Euro». Напис в нижній частині монети: нім. Dampflokomotive. Österreich. 1837 (укр. Паровоз. Австрія. 1837). Реверс: Поїзд на мосту через Дунай на перших публічних поїздках з Північного вокзалу в Відні в Дойч-Ваграм 6 січня 1838. Це викликало справжню сенсацію, це дивилися і вітали натовпи глядачів по всьому маршруту. По колу зверху вниз напис: нім. Kaiser - Ferdinands - Nordbahn (укр. Імператорська Північна залізниця Фердинанда). |                                                     |                            |                                       |  |
| |                                                     |                            |                                       |  |
| | Залізниця Відень-Трієст                             |                            |                                       |  |
| Художники: Герберт Вайнер і Томас Песендорфер | Художники: Герберт Вайнер і Томас Песендорфер       | Австрійський монетний двір | Австрійський монетний двір            |  |
| Номінал: €20 | Метал: Ag 900                                       | Тираж: 50 000              | Якість: Frosted Proof                 |  |
| Діаметр: 34 мм | Дата випуску: 12 вересня 2007                       | Вага: 20 г                 | Гурт: гладкий                         |  |
| Друга монета з серії «Австрійські залізниці». Аверс: Паровоз «Штайнбрюк» на залізничному вокзалі Земмерінгської залізниці на передньому плані. Двигун паровоза «Штайнбрюк» сьогодні знаходиться у Технічному музеї Відня. Це найстаріший діючий паровоз, сконструйований в Австрії: він був випущений у 1848 році для Австрійської Південної залізниці. Напис у верхній частині монети: нім. Republik Österreich (укр. Республіка Австрія) і номінал «20 Euro». Напис в нижній частині монети: нім. Dampf - lokomotive. Steinbrück. 1848 (укр. Паровоз. Штайнбрюк. 1848). Реверс: Гавань міста Трієст і локомотив типу 17c372 , що стоїть на естакаді, яка веде до залізничної станції. Також зображені парусні судна. Напис у верхній частині монети: нім. KK Südbahn Wien - Triest (укр. Південна залізниця Відень - Трієст). Напис в нижній частині монети: нім. Dampflokomotive. 17c372 (укр. Паровоз. Моделі 17c372). |                                                     |                            |                                       |  |
| |                                                     |                            |                                       |  |
| | Абатство Святого Пауля в місті Лаванталь            |                            |                                       |  |
| Художники: Томас Песендорфер і Герберт Вайнер | Художники: Томас Песендорфер і Герберт Вайнер       | Австрійський монетний двір | Австрійський монетний двір            |  |
| Номінал: €10 | Метал: Ag 925                                       | Тираж: 130000 40000 60000  | Якість: UNC Special UNC Frosted Proof |  |
| Діаметр: 32 мм | Дата випуску: 10 жовтня 2007                        | Вага: 17,3 г               | Гурт: гладкий                         |  |
| Четверта монета з серії «Австрія та її народ. Знамениті абатства Австрії». Аверс: Вид на монастир, що знаходиться на лісистому пагорбі над містом. Напис у верхній частині монети: нім. St. Paul im Lavantal (укр. Святий Пауль в Лаванталь). Напис в нижній частині монети: нім. Republik Österreich (укр. Республіка Австрія) і номінал «10 Euro». Реверс: Південний портал церкви, побудований в 1618 році. |                                                     |                            |                                       |  |
| |                                                     |                            |                                       |  |
| | Віденська архітектура                               |                            |                                       |  |
| Художники: Томас Песендорфер і Гельмут Андекслінгер | Художники: Томас Песендорфер і Гельмут Андекслінгер | Австрійський монетний двір | Австрійський монетний двір            |  |
| Номінал: €100 | Метал: Au 986                                       | Тираж: 30 000              | Якість: Proof                         |  |
| Діаметр: 30 мм | Дата випуску: 7 листопада 2007                      | Вага: 16,227 г             | Гурт: гладкий                         |  |
| Четверта і остання монета в серії «Віденський модерн». Аверс: Будинки з напівкруглими кутами обох крил. У центрі робота скульптора Отмара Шмітцковіча. Напис у верхній частині монети: нім. Republik Österreich (укр. Республіка Австрія) і номінал «100 Euro». Реверс: Ліфт у під'їзді будинку, його залізні ворота та огорожі прикрашені найкращим дизайном стилю модерн. У лівій частині монети зразок золотих виробів роботи Коломана Мозера. |                                                     |                            |                                       |  |

## Монети 2008 року карбування
| | Ігнац Філіп Земмельвайс |                            |                                       |  |
| Художник: Томас Песендорфер | Художник: Томас Песендорфер | Австрійський монетний двір | Австрійський монетний двір            |  |
| Номінал: €50 | Метал: Au 986 | Тираж: 50 000              | Якість: Proof                         |  |
| Діаметр: 22 мм | Дата випуску: 30 січня 2008 | Вага: 10,14 г              | Гурт: гладкий                         |  |
| Друга монета з серії «Знамениті лікарі Австрії». Аверс: Портрет знаменитого лікаря Ігнаца Філіпа Земмелвайса. Він тримає Посох Асклепія, який є символом лікарів. У верхній частині монети викарбувано ім'я лікаря: Ignaz Philipp Semmelweis («Ігнац Філіп Земмельвайс»), напис нім. Republik Österreich (укр. Республіка Австрія) і номінал «50 Euro». Реверс: Вид на стару лікарню у Відні, де Земмелвайс працював у клініці пологів. Праворуч — два лікарі миють руки, перш ніж оглядати пацієнта. Кругова легенда свідчить: нім. Allgemeines Krankenhaus Wien (укр. Віденська лікарня). | |                            |                                       |  |
| | |                            |                                       |  |
| | Футбол (2 монети) |                            |                                       |  |
| Художники: Гельмут Андекслінгер і Томас Песендорфер | Художники: Гельмут Андекслінгер і Томас Песендорфер | Австрійський монетний двір | Австрійський монетний двір            |  |
| Номінал: €5 | Метал: Ag 800 | Тираж: 225000 100 000      | Якість: UNC Special UNC               |  |
| Діаметр: 28,5 мм | Дата випуску: 27 лютого 2008 | Вага: 10 г                 | Гурт: гладкий                         |  |
| | Ці дві монети карбувались до проведення Чемпіонату Європи з футболу 2008 року і доповнюють один одного. Вони висловили емоційну сторону спорту. Перша монета показує гравців на початку матчу, інша — нападника, який намагається дотягнутися до м'яча. На задньому плані вболівальники розмахують прапором. На монеті зображений фінал чемпіонату. На першій монеті перераховані чотири австрійські міста, де проходив чемпіонат: Берн, Базель, Інсбрук, Клагенфурт. На другий монеті перераховані інші чотири австрійських та швейцарських міста, де проходили матчі чемпіонату: Відень, Зальцбург, Женева, Цюрих. На обох монетах присутній напис: нім. Fussbal 2008 (укр. Футбол 2008). |                            |                                       |  |
| | |                            |                                       |  |
| | Штучне освітлення |                            |                                       |  |
| Художник: Герберт Вайнер | Художник: Герберт Вайнер | Австрійський монетний двір | Австрійський монетний двір            |  |
| Номінал: €25 | Метал: Ag 900 і Nb 998 | Тираж: 65000               | Якість: Special UNC                   |  |
| Діаметр: 34 мм | Дата випуску: 12 березня 2008 | Вага: 16,5 г               | Гурт: гладкий                         |  |
| Аверс: Сцена дев'ятнадцятого століття, коли Карл Ауер фон Вельбах винайшов газове освітлення. Цей винахід використовувалося на площі перед Віденської мерією. Також стоїть напис: нім. Republik Österreich (укр. Республіка Австрія) і номінал «25 Euro». Реверс: Портрет Вельбаха. У центрі монети, виконаної з ніобію, розташований природний джерело освітлення — Сонце. По ободі монети розташовані кілька способів штучного освітлення: газове освітлення, електричне освітлення, неонові лампи і сучасні світлодіод и. У верхній частині монети присутній напис: нім. Neon (укр. Неон). | |                            |                                       |  |
| | |                            |                                       |  |
| | Клостернойбург |                            |                                       |  |
| Художник: Томас Песендорфер | Художник: Томас Песендорфер | Австрійський монетний двір | Австрійський монетний двір            |  |
| Номінал: €10 | Метал: Ag 925 | Тираж: 130000 40000 60000  | Якість: UNC Special UNC Frosted Proof |  |
| Діаметр: 32 мм | Дата випуску: 16 квітня 2008 | Вага: 17,3 г               | Гурт: гладкий                         |  |
| П'ята монета з серії «Австрія та її народ. Знамениті абатства Австрії». Аверс: Вид на монастир зі схилів пагорба Леопольдсберг в Альпах. Видно готичні базиліки, а також мідні купола з імператорською короною. Напис у верхній частині монети: нім. Stift Klosterneuburg (укр. Монастир Клостернойбург). У нижній частині монети стоїть напис: нім. Republik Österreich (укр. Республіка Австрія) і номінал «10 Euro». Реверс: Клуатр готичного монастиря, на передньому плані вітраж маркграфа Австрії Леопольда III. | |                            |                                       |  |
| | |                            |                                       |  |
| | 100-річчя з дня народження Герберта фон Караяна |                            |                                       |  |
| Художники: Гельмут Андекслінгер і Томас Песендорфер | Художники: Гельмут Андекслінгер і Томас Песендорфер | Австрійський монетний двір | Австрійський монетний двір            |  |
| Номінал: €5 | Метал: Ag 800 | Тираж: 150000 100 000      | Якість: UNC Special UNC               |  |
| Діаметр: 28,5 мм | Дата випуску: 9 травня 2008 | Вага: 10 г                 | Гурт: гладкий                         |  |
| Реверс: На срібній монеті зображений Караян в одній зі своїх динамічних поз, якими він, як диригент, запам'ятався публіці. На задньому плані робота над дев'ятої симфонією Бетховена. Напис на монеті — «Herbert von Karajan» («Герберт фон Караян»). | |                            |                                       |  |
| | |                            |                                       |  |
| | Прекрасна епоха |                            |                                       |  |
| Художники: Томас Песендорфер і Гельмут Андекслінгер | Художники: Томас Песендорфер і Гельмут Андекслінгер | Австрійський монетний двір | Австрійський монетний двір            |  |
| Номінал: €20 | Метал: Ag 900 | Тираж: 50 000              | Якість: Frosted Proof                 |  |
| Діаметр: 34 мм | Дата випуску: 11 червня 2008 | Вага: 20 г                 | Гурт: гладкий                         |  |
| Третя монета з серії «Австрійські залізниці». Аверс: Паровоз kkStB 310. У верхній частині монети стоїть напис: нім. Republik Österreich (укр. Республіка Австрія) та номінал монети «20 Euro». У нижній частині монети стоїть напис: нім. Dampflokomotive (укр. Паровоз) і номер моделі — kkStB 310 . Реверс: Зал другого Північного вокзалу у Відні. Зліва графік руху поїздів до прибуття на платформу. На передньому плані знаходиться жінка, одягнена по моді XIX століття, яка символізує стару епоху залізничних подорожей. У нижній частині монети стоїть напис: нім. Nordbahnhof Wien (укр. Північний вокзал у Відні). | |                            |                                       |  |
| | |                            |                                       |  |
| | Австрійська західна залізниця |                            |                                       |  |
| Художники: Герберт Вайнер і Томас Песендорфер | Художники: Герберт Вайнер і Томас Песендорфер | Австрійський монетний двір | Австрійський монетний двір            |  |
| Номінал: €20 | Метал: Ag 900 | Тираж: 50 000              | Якість: Frosted Proof                 |  |
| Діаметр: 34 мм | Дата випуску: 10 вересня 2008 | Вага: 20 г                 | Гурт: гладкий                         |  |
| Четверта монета з серії «Австрійські залізниці». Аверс: Паровоз kkStB 306,01 на перетині залізничного мосту на Австрійської Західній залізниці. Локомотив був розроблений Карлом Голсдорфом в 1908 році. У верхній частині монети стоїть напис: нім. Republik Österreich (укр. Республіка Австрія) і номінал монети — «20 Euro». У нижній частині монети знаходиться номер моделі — kkStB 306,01 і рік випуску монети — 2008. Реверс: Пасажири в залі Західного Віденського залізничного вокзалу. Стиль цієї будівлі був натхненний романтичним стилем. У правій частині монети статуя імператриці Єлизавети. Ця статуя досі стоїть на вокзалі. Текст в нижній частині монети: нім. Kaiserin - Elisabeth - Westbahn (укр. Західна залізниця Імператриці - Єлизавети) | |                            |                                       |  |
| | |                            |                                       |  |
| | Абатство Секкау |                            |                                       |  |
| Художники: Герберт Вайнер і Томас Песендорфер | Художники: Герберт Вайнер і Томас Песендорфер | Австрійський монетний двір | Австрійський монетний двір            |  |
| Номінал: €10 | Метал: Ag 925 | Тираж: 130000 40000 60000  | Якість: UNC Special UNC Frosted Proof |  |
| Діаметр: 32 мм | Дата випуску: 8 жовтня 2008 | Вага: 16 г                 | Гурт: гладкий                         |  |
| Шоста монета з серії «Австрія та її народ. Знамениті абатства Австрії». Аверс: Вид на монастир Секкау. Розташована в центрі монастиря базиліка з двома потужними вежами побудована в стилі бароко, в цьому стилі та інші монастирські будівлі. Напис у верхній частині монети: нім. Benediktinerabtei Seckau (укр. бенедектинском абатство Секкау). У нижній частині монети стоїть напис: нім. Republik Österreich (укр. Республіка Австрія) і номінал «10 Euro». Реверс: Вид з головного входу до церкви на вівтар, над яким знаходиться сцена Розп'яття. Абатство Секкау знаходиться в провінції Штирія. Засноване в 1142 році місцевим єпископом, воно проіснувало у федеральній землі Штирія до 1782 року, коли Йосип II ліквідував абатство, і єпископ був змушений переїхати в Грац. Через 100 років монастир був придбаний для ченців — бенедиктинців Німецьким абатством Беурон, і абатство Секкау було відновлено. Після пожежі, що трапилася в 1259 році, оригінальні дерев'яні склепіння були замінені на готичні. | |                            |                                       |  |
| | |                            |                                       |  |
| | Імператорська корона Священної Римської імперії |                            |                                       |  |
| Художник: Томас Песендорфер | Художник: Томас Песендорфер | Австрійський монетний двір | Австрійський монетний двір            |  |
| Номінал: €100 | Метал: Au 986 | Тираж: 30 000              | Якість: Proof                         |  |
| Діаметр: 30 мм | Дата випуску: 5 листопада 2008 | Вага: 16 г                 | Гурт: гладкий                         |  |
| Перша монета з серії «Корони дому Габсбургів». Аверс: Імператорська корона Священної Римської імперії. Це восьмикутна корона, яка виготовлена із золота і дорогоцінних каменів, вона була створена спеціально для коронації Оттона I в 962 році. У верхній частині монети стоїть напис: нім. Republik Österreich (укр. Республіка Австрія) і номінал «100 Euro». У нижній частині монети вказана напис нім. Krone des hl Römischen Reiches (укр. Корона Священної Римської імперії). Реверс: Імператор Оттон I, на задньому плані Собор Святого Петра у Римі, де ця коронація проходила. За монархом стоїть напис: «Otto I» («Оттон I»). | |                            |                                       |  |

## Монети 2010 року карбування
| | Лижний спорт |                                          |                               |  |
| Художник: Гельмут Андекслінгер | Художник: Гельмут Андекслінгер | Австрійський монетний двір               | Австрійський монетний двір    |  |
| Номінал: €5 | Метал: Ag 800 | Тираж: 225 000 + 225 000 50 000 + 50 000 | Якість: UNC Special UNC       |  |
| Діаметр: 28,5 мм | Дата випуску: 20 січня 2010 | Вага: 10 г                               | Гурт: гладкий                 |  |
| | Дві монети серії «Зимові Олімпійські ігри 2010». Кожна монета цієї серії відображає зимовий вид спорту, в якому Австрія є світовою провідною державою. Спортсмен у центрі монети готується до змагання. Текст у верхній частині обох монет: нім. Winterspiele 2010 (укр. Зимові ігри 2010). |                                          |                               |  |
| | |                                          |                               |  |
| | Ерцберг у Штирії |                                          |                               |  |
| Художники: Томас Песендорфер і Гельмут Андекслінгер | Художники: Томас Песендорфер і Гельмут Андекслінгер | Австрійський монетний двір               | Австрійський монетний двір    |  |
| Номінал: €10 | Метал: Ag 925 | Тираж: 130000 30 000 40000               | Якість: UNC Special UNC Proof |  |
| Діаметр: 32 мм | Дата випуску: 14 квітня 2010 | Вага: 17,3 г                             | Гурт: гладкий                 |  |
| Третя монета з серії «Міфи і легенди Австрії». Аверс: показує особливості видобутку вугілля з родовища Ерцберг, розташованого в Штирії. На передньому плані зображено два шахтарі, які видобувають руду. На задньому плані, в оточенні дерев, гора Ерцберг показана в стилізованій формі. Напис у верхній частині монети: нім. Republik Österreich (укр. Республіка Австрія). Напис «Erzberg» включений у вигнуту стрічку, і знаходиться також у верхній частині монети. У нижній частині монети номінал «10 Euro». Реверс: Сплячий водяник Ерцберг. Його тіло простягається від лівого до правого краю монети. Він лежить на березі озера. За водяником, частково розділені кущами, двоє чоловіків наближаються до водяника. Один з них тримає куртку для захоплення. Між двома чоловіками і краєм монети стоїть напис: нім. Entdeckung des Erzberges (укр. Відкриття Ерцберга). | |                                          |                               |  |
| | Вірінум |                                          |                               |  |
| Художники: Гельмут Андекслінгер і Герберт Вайнер | Художники: Гельмут Андекслінгер і Герберт Вайнер | Австрійський монетний двір               | Австрійський монетний двір    |  |
| Номінал: €20 | Метал: Ag 900 | Тираж: 50 000                            | Якість: Proof                 |  |
| Діаметр: 34 мм | Дата випуску: 5 травня 2010 | Вага: 20 г                               | Гурт: гладкий                 |  |
| Перша монета з нової серії «Рим на Дунаї» Аверс: Портрет молодого імператора Клавдія, царювання якого тривало з 41 по 54 роки, з лавровим вінком. При ньому був заснований Вірінум, місто в провінції Норік. Бюст імператора зображений поруч з фрагментами написів і четвіркою коней, що біжать риссю зліва направо. Написані назви «Virunum» (Вірінум), 2010 рік і також номінал «20 Euro». Напис у верхній частині монети: нім. Republik Österreich (укр. Республіка Австрія). Реверс: Римська провінція Норік, куди входила сучасна провінція Форарльберг. Зліва коваля за роботою. Три мечі лежать на ковадлі, пізніше вони будуть передані в римський легіон. Солдат везе матрону через місто. Будівля на тлі монети — стін міста Вірінум. Нижче напис «Virunum» (Вірінум). | |                                          |                               |  |
| | Клеменс барон фон Пірке |                                          |                               |  |
| Художники: Гельмут Андекслінгер і Герберт Вайнер | Художники: Гельмут Андекслінгер і Герберт Вайнер | Австрійський монетний двір               | Австрійський монетний двір    |  |
| Номінал: €50 | Метал: Au 986 | Тираж: 50 000                            | Якість: Proof                 |  |
| Діаметр: 22 мм | Дата випуску: 26 травня 2010 | Вага: 10 г                               | Гурт: гладкий                 |  |
| Четверта монета серії «Знамениті лікарі Австрії» Пірке заснував теорію алергії і створив поняття «алергія». Пірке розробив діагностичний інструмент для виявлення туберкульозної інфекції. Аверс: Портрет лікаря Клеменса барона фон Пірке і посох Асклепія, символ медичної професії. Напис на монеті: «Clemens von Pirquet» («Клеменс фон Пірке»), дати народження і смерті лікаря. Напис в нижній частині монети: нім. Republik Österreich (укр. Республіка Австрія) і номінал «50 Euro». Реверс: Дитяча лікарня Віденського університету в 1920 році. На передньому плані стоїть медсестра, дитина лежить на ліжку. Над будівлею текст нім. Univ - Kinderklinik (укр. Дитяча клінічна університетська лікарня). Окремо на правій стороні монети зображений Пірке за мікроскопом. Текст нім. Begründer der allergielehre (укр. Засновник вивчення алергії) адаптований до круглої монеті. | |                                          |                               |  |
| | 75- річчя альпійської дороги Грослокнер |                                          |                               |  |
| Художник: Гельмут Андекслінгер | Художник: Гельмут Андекслінгер | Австрійський монетний двір               | Австрійський монетний двір    |  |
| Номінал: €5 | Метал: Ag 800 | Тираж: 250000 50 000                     | Якість: UNC Special UNC       |  |
| Діаметр: 28,5 мм | Дата випуску: 16 червня 2010 | Вага: 10 г                               | Гурт: гладкий                 |  |
| Реверс: Альпійська дорога Ґросглокнер на тлі Альп. Елегантний класичний автомобіль, випущений в момент будівництва дороги і спортивний автомобіль нашого часу символічно вказують на 75-річчя знаменитої дороги в Альпах. Напис у верхній частині монети: нім. Grossglockner hochalpen - strasse 1935—2010 (укр. Альпійська дорога Ґросглокнер). | |                                          |                               |  |
| | Віндобона |                                          |                               |  |
| Художники: Томас Песендорфер і Гельмут Андекслінгер | Художники: Томас Песендорфер і Гельмут Андекслінгер | Австрійський монетний двір               | Австрійський монетний двір    |  |
| Номінал: €20 | Метал: Ag 900 | Тираж: 50 000                            | Якість: Proof                 |  |
| Діаметр: 34 мм | Дата випуску: 8 вересня 2010 | Вага: 20 г                               | Гурт: гладкий                 |  |
| Друга монета серії «Рим на Дунаї» Аверс: Римський імператор Марк Аврелій на коні. Відповідно до джерел, він царював в 161–180 роки і очолив армію під час [[Маркоманські війни (166–180)\|Маркоманської війни, коли армія стояла в таборі Віндобони (сучасна Відень). Праворуч від імператора стоїть на сторожі римський легіонер, а на протилежному боці монети другий легіонер тримає в руці невеликий сувій. Презентація монети була натхненна рельєфом зі сценою Маркоманської війни, який зображує римську армію Марка Аврелія. Фон монети — військовий табір. Напис у верхній частині монети: нім. Republik Österreich (укр. Республіка Австрія) і напис « Vindobona » («Віндобона»). Напис в нижній частині монети: « Kaiser Mark Aurel » («Імператор Марк Аврелій») і номінал «20 Euro». Реверс: Центуріон перед шеренгою легіонерів легіону Віндобона, вишикуваних на дорозі біля фортеці. Фон монети фортеці Pricipalis — одна з чотирьох цілей легіону Віндобона. Напис у верхній частині монети: « Vindobona » («Віндобона»). | |                                          |                               |  |
| | Карл Великий в Унтерсберзі |                                          |                               |  |
| Художники: Томас Песендорфер і Гельмут Андекслінгер | Художники: Томас Песендорфер і Гельмут Андекслінгер | Австрійський монетний двір               | Австрійський монетний двір    |  |
| Номінал: €10 | Метал: Ag 925 | Тираж: 130000 30 000 40000               | Якість: UNC Special UNC Proof |  |
| Діаметр: 32 мм | Дата випуску: 13 жовтня 2010 | Вага: 17,3 г                             | Гурт: гладкий                 |  |
| Четверта монета з серії «Міфи і легенди Австрії». Аверс: Гном, який знаходиться навпроти хлопчика — пастуха у горах. Гном показує на гору Унтерсберг і каже: під горою спить імператор Карл Великий. На правій стороні монети видно стадо овець. На схилах легендарної гори кружляють чотири ворони. Напис у верхній частині монети: нім. Republik Österreich (укр. Республіка Австрія). У вільному просторі над горою текст «Untersberg» включений в вигнуту стрічку. У правій стороні монети номінал «10 Euro». Реверс: Гном і пастушок входять у великий зал, розташований під горою і виявляють імператора Карла, який спить на троні. Поруч з Карлом спить стоячи солдат, який спирається на свій спис. На задньому плані зображені сходи, які є виходом з печери, розташованої під горою Унтерсберг. У верхній частині напис: нім. Kaiser Karl der im Untersberg (укр. Карл в Унтерсбергу). | |                                          |                               |  |
| | Відновлювані джерела енергії |                                          |                               |  |
| Художник: Гельмут Андекслінгер | Художник: Гельмут Андекслінгер | Австрійський монетний двір               | Австрійський монетний двір    |  |
| Номінал: €25 | Метал: Ag 900 і Nb 998 | Тираж: 65000                             | Якість: Special UNC           |  |
| Діаметр: 34 мм | Дата випуску: 10 березня 2010 | Вага: 16,5 г                             | Гурт: гладкий                 |  |
| Аверс: Малюнок, що символізує цикл природи і джерела енергії. Від дерева йде спіраль, яка включає в себе чотири елементи: землю, вогонь, повітря і воду. Дерево має міцні позиції в землі і виступає за здорову екосистему. Сонячні промені приносять вогонь сонця, цілющого тепла. Листя падає на землю, яка дає воду і поживні речовини дереву. Напис у верхній частині монети: нім. Republik Österreich (укр. Республіка Австрія) і номінал «25 Euro». Реверс: присвячений відновлюваним видам енергії. Перед стилізованою земною кулею обертається турбіна. Вода тече з сопла і дисків турбіни. Ліві стрілки вказують на енергію геотермального тепла. Краплі води не падають на землю, що зробило можливим створити нове джерело енергії, завдяки геотермальному теплу — водяній парі. На тлі монети вітрова електростанція. Сонячні промені збираються за допомогою сонячних батарей, які забезпечують сонячну енергію. Напис в нижній частині монети: нім. Erneuerbare energie (укр. Відновлювані джерела енергії).                | |                                          |                               |  |
| | Угорська корона Святого Стефана |                                          |                               |  |
| Художник: Гельмут Андекслінгер | Художник: Гельмут Андекслінгер | Австрійський монетний двір               | Австрійський монетний двір    |  |
| Номінал: €100 | Метал: Au 986 | Тираж: 30 000                            | Якість: Proof                 |  |
| Діаметр: 30 мм | Дата випуску: 10 листопада 2010 | Вага: 16 г                               | Гурт: гладкий                 |  |
| Третя монета з серії «Корони дому Габсбургів» Аверс: Корона Святого Стефана. Напис у верхній частині монети: нім. Republik Österreich (укр. Республіка Австрія). Ліворуч стоїть рік випуску, а праворуч номінал монети — «100 Euro». Напис в нижній частині монети: нім. Stephanskrone (укр. Корона Святого Стефана). Реверс: Марія Терезія на коні після її коронації, в 1741 році в Пресбурзі. Імператриця мала їхати до палацу в імператорському костюмі, а під час коронації взяти на себе зобов'язання захищати кордони Королівства Святого Стефана. На задньому плані найбільший замок у Братиславі. Напис у верхній частині монети: нім. Maria Theresia königin von Ungarn (укр. Марія- Терезія, королева Угорщини). | |                                          |                               |  |

## Монети 2011 року карбування
| | 300-річчя дзвонів Пуммерін                          |                            |                            |
| Художник: Гельмут Андекслінгер | Художник: Гельмут Андекслінгер                      | Австрійський монетний двір | Австрійський монетний двір |
| Номінал: €5 | Метал: Ag 800                                       | Тираж: 50 000              | Якість: Special UNC        |
| Діаметр: 28,5 мм | Дата випуску: 22 грудня 2010                        | Вага: 10 г                 | Гурт: гладкий              |
| Реверс: Пуммерін — це великий дзвін на соборі Святого Стефана, зображений на 5-євровій срібній монеті. Старий дзвін був знищений після великої пожежі в 1945 році, новий дзвін встановили у 1952 році. Дизайн дзвони містить опис непорочного зачаття Діви Марії, нова модель була виконана точно у відповідності зі старим дзвоном. На правій стороні монети собор Святого Стефана. У правій стороні монети напис Pummerin («Пуммерін») та роки 1711–1945, 1952–2011 . |                                                     |                            |                            |
| | 200-річчя Universalmuseum Joanneum Граці            |                            |                            |
| Художники: Гельмут Андекслінгер і Герберт Вайнер | Художники: Гельмут Андекслінгер і Герберт Вайнер    | Австрійський монетний двір | Австрійський монетний двір |
| Номінал: €50 | Метал: Au 986                                       | Тираж: 50 000              | Якість: Proof              |
| Діаметр: 22 мм | Дата випуску: 26 січня 2011                         | Вага: 10 г                 | Гурт: гладкий              |
| У 2010 році була завершена серія монет номіналом 50 євро з золота «Знамениті лікарі Австрії», 26 січня 2011 року австрійський монетний двір випустив монету, яка не входить у серію «200 років Universalmuseum Joanneum в Граці». Аверс: Головний вхід до Universalmuseum Joanneum, на задньому плані — розташований виставковий центр Кунстхаус, який був створений в 2003 році. У верхній частині монети номінал «50 Euro». Напис в нижній частині монети: нім. Republik Österreich (укр. Республіка Австрія). Реверс: Приміщення, в якому стоять лати середньовічних лицарів. На передньому плані — розкішна броня Michael Witz з Інсбрука 1550. У Граці розташований найбільший арсенал середньовічної зброї у світі. До монеті адаптована напис: нім. Landeszeughaus Graz (укр. Заміський музей у Граці). |                                                     |                            |                            |
| | Ніколаус Жакен                                      |                            |                            |
| Художники: Гельмут Андекслінгер і Герберт Вайнер | Художники: Гельмут Андекслінгер і Герберт Вайнер    | Австрійський монетний двір | Австрійський монетний двір |
| Номінал: €20 | Метал: Ag 900                                       | Тираж: 50 000              | Якість: Proof              |
| Діаметр: 34 мм | Дата випуску: 23 лютого 2011                        | Вага: 20 г                 | Гурт: гладкий              |
| Єдина європейська серія. «Європейські дослідники». Аверс: Ніколаус Жакен стоїть поруч з одним зі своїх численних відкриттів у ботаніці — рослиною «Ірис строкатий» ( Iris Variegata ). До монеті адаптована напис: нім. Republik Österreich (укр. Республіка Австрія) і номінал «20 Euro». Під портретом напис Nikolas, Joseph von Jacquin (Ніколаус Жакен). Реверс: Ніколаус Жакен в науковій поїздці по країнах Карибського басейну. Під час цієї поїздки Ніколаус систематизував свої відкриття в ботаніці. У верхній частині монети стоїть напис: нім. Karibik - Expedition 1754-1759 (укр. Карибська експедиція 1754-1759). |                                                     |                            |                            |
| | Роботизація                                         |                            |                            |
| Художники: Гельмут Андекслінгер і Герберт Вайнер | Художники: Гельмут Андекслінгер і Герберт Вайнер    | Австрійський монетний двір | Австрійський монетний двір |
| Номінал: €25 | Метал: Ag 900 і Nb 998                              | Тираж: 65000               | Якість: Special UNC        |
| Діаметр: 34 мм | Дата випуску: 16 березня 2011                       | Вага: 16,5 г               | Гурт: гладкий              |
| Аверс: Малюнок Леонардо да Вінчі — Вітрувіанська людина в образі робота. Зліва від робота знаходиться двійковий код, а праворуч три шестерінки. Ця композиція є символом співпраці двох галузей: механіки та електроніки, які використовуються в робототехніці. У верхній частині срібного кільця стоїть напис: нім. Republik Österreich (укр. Республіка Австрія) та рік випуску «2011». У нижній частині напис — «ROBOTIK». У внутрішньому колі з ніобію варто номінал «25 Euro». Реверс: Поверхня Марса і зоряне небо. На передньому плані зображено робот, який досліджує планету методом глибокого буріння. Праворуч зображена сітка координат. У нижній частині монети розташовано напис: нім. Mars - Roboter (укр. Марсіанський робот).                                                                 |                                                     |                            |                            |
| | Карнунт                                             |                            |                            |
| Художники: Гельмут Андекслінгер і Герберт Вайнер | Художники: Гельмут Андекслінгер і Герберт Вайнер    | Австрійський монетний двір | Австрійський монетний двір |
| Номінал: €20 | Метал: Ag 900                                       | Тираж: 50 000              | Якість: Proof              |
| Діаметр: 34 мм | Дата випуску: 13 квітня 2011                        | Вага: 20 г                 | Гурт: гладкий              |
| Третя монета з серії «Рим на Дунаї». Аверс: Портрет римського імператора Септимія Северуса, напис під портретом: «Septimius Severus». Праворуч від імператора розташовані Язичницькі ворота в Карнунті, які збереглися досі й являють собою Тріумфальну арку. Знизу напис « Carnvntvm 2011 ». Також стоять написи по колу: «20 Euro», нім. Republik Österreich (укр. Республіка Австрія) і Septimius Severus (Септимій Північ). Реверс: Вілла Урбана (вілла є житлом заможного римського торговця). Перед віллою стоїть римський легіонер з списом. Справа знаходяться двоє давніх римлян в тогах. Напис в нижній частині монети — « Carnuntum ». |                                                     |                            |                            |
| | Ліндворм в Клагенфурті                              |                            |                            |
| Художники: Гельмут Андекслінгер і Томас Песендорфер | Художники: Гельмут Андекслінгер і Томас Песендорфер | Австрійський монетний двір | Австрійський монетний двір |
| Номінал: €10 | Метал: Ag 925                                       | Тираж: 30 000 40000        | Якість: Special UNC Proof  |
| Діаметр: 32 мм | Дата випуску: 4 травня 2011                         | Вага: 17,3 г               | Гурт: гладкий              |
| П'ята монета з серії «Міфи і легенди Австрії». Банк Австрії випустив монету, яка присвячена казковому драконові Ліндворму. Ліндворм з 1583 стоїть на Новій площі (нім. «Neuer Platz») Клагенфурта. Аверс: Статуя дракона Ліндворма і фонтану, присвяченого йому. Напис у верхній частині монети напис: нім. Republik Österreich (укр. Республіка Австрія). Внизу стоїть номінал монети «10 Euro». У верхній частині монети викарбувано напис: нім. Lindwurm brunnen (укр. Фонтан Дракона). Реверс: Кам'яний замок, призначення якого — захищати Клагенфурт від дракона. На передньому плані Ліндворм, якого захопили ланцюгом дві людини. Напис в нижній частині монети говорить: нім. Der Lindwurm in Klagenfurt (укр. Ліндвурма у Клагенфурті).                                                              |                                                     |                            |                            |
| | Австрія — країна лісів                              |                            |                            |
| Художник: Гельмут Андекслінгер | Художник: Гельмут Андекслінгер                      | Австрійський монетний двір | Австрійський монетний двір |
| Номінал: €5 | Метал: Ag 800                                       | Тираж: 50 000              | Якість: Special UNC        |
| Діаметр: 28,5 мм | Дата випуску: 15 червня 2011                        | Вага: 10 г                 | Гурт: гладкий              |
| Темою монети став оголошений на 2011 рік міжнародний рік лісів. Реверс: Дикі тварини Австрії. Зліва направо зображені: фазан, борсук і звичайний олень на тлі лісу. Напис у верхній частині монети: нім. Land der Walder (укр. Країна лісів). |                                                     |                            |                            |
| | Агунтум                                             |                            |                            |
| Художники: Гельмут Андекслінгер і Герберт Вайнер | Художники: Гельмут Андекслінгер і Герберт Вайнер    | Австрійський монетний двір | Австрійський монетний двір |
| Номінал: €20 | Метал: Ag 900                                       | Тираж: 50 000              | Якість: Proof              |
| Діаметр: 34 мм | Дата випуску: 7 вересня 2011                        | Вага: 20 г                 | Гурт: гладкий              |
| Четверта монета з серії «Рим на Дунаї». Аверс: Портрет римського імператора Констанція II, стоїть напис під портретом: «Aguntum» . За портретом імператора розташовані ворота на квартал ремісників Агунтума. Праворуч по колу напис « Constantius II » (Констанцій II). Текст зліва по колу: нім. Republik Österreich (укр. Республіка Австрія). Також зазначено номінал монети: «20 Euro». Реверс: Побут простих людей Агунтума: жінка прийшла на ринок за глечиком, недалеко по ринку йдуть два городянина. Напис у верхній частині монети: «Aguntum» (Агунтум). |                                                     |                            |                            |
| | Oh du lieber Augustin                               |                            |                            |
| Художники: Гельмут Андекслінгер і Томас Песендорфер | Художники: Гельмут Андекслінгер і Томас Песендорфер | Австрійський монетний двір | Австрійський монетний двір |
| Номінал: €10 | Метал: Ag 925                                       | Тираж: 30 000 40000        | Якість: Special UNC Proof  |
| Діаметр: 32 мм | Дата випуску: 12 жовтня 2011                        | Вага: 17,3 г               | Гурт: гладкий              |
| Ця монета завершила серію «Міфи та легенди Австрії». Аверс: Музикант Августин, який пережив епідемію чуми у Відні 1678–1679. Напис у верхній частині монети: нім. Republik Österreich (укр. Республіка Австрія). Також у верхній частині монети викарбувано напис нім. Wien 1679 (укр. Відень 1679). Знизу розташований номінал — «10 Euro». Реверс: Августин грає в одному з кабачків Відня, його слухають відвідувачі закладу. На задньому плані старий квартал Відня. Напис в нижній частині монети: нім. Der liebe Augustin (укр. Ах, мій милий Августин). |                                                     |                            |                            |
| | Чеська корона Святого Вацлава                       |                            |                            |
| Художники: Гельмут Андекслінгер і Томас Песендорфер | Художники: Гельмут Андекслінгер і Томас Песендорфер | Австрійський монетний двір | Австрійський монетний двір |
| Номінал: €100 | Метал: Au 986                                       | Тираж: 30 000              | Якість: Proof              |
| Діаметр: 30 мм | Дата випуску: 9 листопада 2011                      | Вага: 16,227 г             | Гурт: гладкий              |
| Четверта монета з серії «Корони дому Габсбургів». Аверс: Корона Святого Вацлава. Корона лежить на шовковій тканині, прикрашеній гербом Чехії. Напис у верхній частині монети: нім. Republik Österreich (укр. Республіка Австрія). Напис в нижній частині монети: нім. Wenzelskrone (укр. Корона святого Вацлава). У центрі вказаний номінал «100 Euro» і рік випуску — 2011. Реверс: портрет Рудольфа II на тлі Карлова моста, видно 3 з 30 скульптур. За мостом видно шпилі знаменитого собору Святого Віта, де зберігатися корона Святого Вацлава. Текст в нижній частині монети: нім. Rudolf könig v Böhmen (укр. Рудольф король Богемії). |                                                     |                            |                            |

## Монети 2012 року карбування
| | 200- річчя Товариства любителів музики у Відні      |                            |                            |  |
| Художник: Гельмут Андекслінгер | Художник: Гельмут Андекслінгер                      | Австрійський монетний двір | Австрійський монетний двір |  |
| Номінал: €5 | Метал: Cu Ag 800                                    | Тираж: 300000 50 000       | Якість: UNC Special UNC    |  |
| Діаметр: 28,5 мм | Дата випуску: 14 грудня 2011                        | Вага: 10 г                 | Гурт: гладкий              |  |
| Реверс: Великий орган Золотого залу. Праворуч зображена каріатида. Внизу у два рядки розташовані написи: «1812-2012» і нім. Gesellschaft der muskfreunde in Wien (укр. Товариство любителів музики у Відні). |                                                     |                            |                            |  |
| |                                                     |                            |                            |  |
| | Портрет Аделі Блох-Бауер                            |                            |                            |  |
| Художники: Томас Песендорфер і Герберт Вайнер | Художники: Томас Песендорфер і Герберт Вайнер       | Австрійський монетний двір | Австрійський монетний двір |  |
| Номінал: €50 | Метал: Au 986                                       | Тираж: 30 000              | Якість: Proof              |  |
| Діаметр: 22 мм | Дата випуску: 25 січня 2012                         | Вага: 10,14 г              | Гурт: гладкий              |  |
| Перша монета з нової серії «Клімт і його жінки». Австрійський монетний двір почав випуск нової серії монет до 150-річного ювілею австрійського художника Густава Клімта. Вона називається «Густав Клімт і його жінки». Монетний двір планує випуск по одній монеті номіналом 50 євро на рік. Аверс: Портрет Густава Клімта. Ліворуч зверху від портрета — назва країни: нім. Republik Österreich (укр. Республіка Австрія), унизу номінал — «50 Euro». Реверс: Фрагмент картини Густава Клімта «Портрет Аделі Блох- Бауер». |                                                     |                            |                            |  |
| | Біоніка                                             |                            |                            |  |
| Художники: Томас Песендорфер і Герберт Вайнер | Художники: Томас Песендорфер і Герберт Вайнер       | Австрійський монетний двір | Австрійський монетний двір |  |
| Номінал: €25 | Метал: Ag 900 і Nb 998                              | Тираж: 65000               | Якість: Special UNC        |  |
| Діаметр: 34 мм | Дата випуску: 22 лютого 2012                        | Вага: 16,5 г               | Гурт: гладкий              |  |
| Центральна частина монети виконана з рожевого ніобію. Аверс: Панцир равлики наутилус. Будова панцира іноді є зразком для будівництва будівель за оригінальними проектами. Такі й інші приклади біоніки: ширяючий орел, квітка лотоса, акула. По срібному ободі монети викарбуваний напис: нім. Republik Österreich (укр. Республіка Австрія); на внутрішній частині — номінал «25 Euro» і рік випуску «2012». Реверс: «Біоніка в архітектурі». На передньому плані зображено розбіжні промені радіолярій. Фоном служить двір Олімпійського стадіону в Мюнхені. Дослідження в галузі біоніки допомогли побудувати його унікальний дах. Символічні структури зображені на зовнішньому срібному кільці. Текст Bionik знаходиться у верхній частині срібного кільця. |                                                     |                            |                            |  |
| | Еґон Шіле                                           |                            |                            |  |
| Художники: Томас Песендорфер і Гельмут Андекслінгер | Художники: Томас Песендорфер і Гельмут Андекслінгер | Австрійський монетний двір | Австрійський монетний двір |  |
| Номінал: €20 | Метал: Ag 900                                       | Тираж: 50 000              | Якість: Proof              |  |
| Діаметр: 34 мм | Дата випуску: 14 березня 2012                       | Вага: 20 г                 | Гурт: гладкий              |  |
| Єдина європейська серія. «Європейські художники». Аверс: Портрет Еґон Шіле. У верхній лівій частині монети — фрагмент малюнка «Скрадливий». Під малюнком варто номінал монети «20 Euro», напис нижче: нім. Republik Österreich (укр. Республіка Австрія) і під нею рік випуску — 2012. Також вказані ім'я художника « Egon Schiele » і «єврозірку» — логотип єдиної монетної програми. Реверс: Одна з картин Шіле — «Портрет Воллі». Напис в лівій частині монети: « Egon Schiele 1912 ». |                                                     |                            |                            |  |
| | Лауріакум                                           |                            |                            |  |
| Художники: Томас Песендорфер і Гельмут Андекслінгер | Художники: Томас Песендорфер і Гельмут Андекслінгер | Австрійський монетний двір | Австрійський монетний двір |  |
| Номінал: €20 | Метал: Ag 900                                       | Тираж: 50 000              | Якість: Proof              |  |
| Діаметр: 34 мм | Дата випуску: 11 квітня 2012                        | Вага: 20 г                 | Гурт: гладкий              |  |
| П'ята монета з серії «Рим на Дунаї». Аверс: У лівій частині монети портрет імператора Граціана. У правій частині монети зображено покровителя провінції Верхня Австрія, святого Флоріана Лорхского пам'ятні монети євро Австрії\|Флоріана Лорхского]]. По ободі монети їх імена — "Hl. Florian"і"Kaiser Gratianus"відповідно. У нижній частині монети — назва римського табору «Lauriacum» і рік випуску монети «2012». По срібному обода монети викарбувана напис: нім. Republik Österreich (укр. Республіка Австрія) і номінал «20 Euro». Реверс: Монета присвячена будівництву доріг і мостів римлянами. У верхній частині монети викарбувано назву табори: «Lauriacum». |                                                     |                            |                            |  |
| | Штирія                                              |                            |                            |  |
| Художники: Томас Песендорфер і Вікторія Рейхт | Художники: Томас Песендорфер і Вікторія Рейхт       | Австрійський монетний двір | Австрійський монетний двір |  |
| Номінал: €10 | Метал: Cu, Ag 925                                   | Тираж: 130.000             | Якість: Proof              |  |
| Діаметр: 32 мм | Дата випуску: 25 квітня 2012                        | Вага: 17,3 г               | Гурт: гладкий              |  |
| Перша монета з серії «Федеральні землі Австрії». Аверс: Столиця Штирії — місто Грац. На монеті зображені всесвітньо відомі будівлі міста: палац Еггенберг, Годинна башта, міська ратуша, мавзолей і церковна вежа. У верхній частині монети назва міста «Graz» У нижній частині монети — номінал «10 Euro» і рік випуску монети «2012». По срібному обода монети викарбувана напис: нім. Republik Österreich (укр. Республіка Австрія). Реверс: Зображено природа федеральної землі Грац. У лівій частині монети викарбувано назву, нім. Steiermark (укр. Штирія). |                                                     |                            |                            |  |
| | Бріганціум                                          |                            |                            |  |
| Художники: Герберт Венер і Гельмут Андекслінгер | Художники: Герберт Венер і Гельмут Андекслінгер     | Австрійський монетний двір | Австрійський монетний двір |  |
| Номінал: €20 | Метал: Ag 900                                       | Тираж: 50 000              | Якість: Proof              |  |
| Діаметр: 34 мм | Дата випуску: 13 червня 2012                        | Вага: 20 г                 | Гурт: гладкий              |  |
| Шоста і остання монета з серії «Рим на Дунаї». Аверс: Портрет в профіль римського імператора Валентініана I ]. За імператором зображені — міські споруди розташовані на місці сучасного Брегенца, поряд з якими зображено озеро. Зліва від портрета стоїть назва римського поселення: «Brigantium», а також зазначено рік випуску: «2012». По срібному ободі монети викарбувана напис: нім. Republik Österreich (укр. Республіка Австрія). Реверс: Порт Бріганціума, який був виявлений близько 40 років тому в ході земляних робіт у Брегенце археологами. Гавань була побудована в епоху імператора Валентиниана I. З порту виходить римський бойовий корабель. На передньому плані — порожній човен і два римських легіонера. Назва розташоване півколом у верхній частині монети: «Brigantium». |                                                     |                            |                            |  |
| | Каринтія                                            |                            |                            |  |
| Художники: Томас Песендорфер і Гельмут Андекслінгер | Художники: Томас Песендорфер і Гельмут Андекслінгер | Австрійський монетний двір | Австрійський монетний двір |  |
| Номінал: €10 | Метал: Cu, Ag 925                                   | Тираж: 130.000             | Якість: Proof              |  |
| Діаметр: 32 мм | Дата випуску: 26 вересня 2012                       | Вага: 17,3 г               | Гурт: гладкий              |  |
| Друга монета з серії «Федеральні землі Австрії». Аверс: Фортеця Ландскрон, на передньому плані — сюжет соколиного полювання, завдяки якому славиться замок, внесений списку нематеріальної культурної спадщини Австрії. У верхній частині монети напис нім. Falknerei (укр. Соколине полювання). У нижній частині монети — номінал «10 Euro» і рік випуску монети «2012». По срібному обода монети викарбувана напис: нім. Republik Österreich (укр. Республіка Австрія). Реверс: Автором реверсу став 10-річний Філіп Огріс (Philip Ogris), учень початкової школи з містечка Санкт-Маргаретен-ім-Розенталь. Намальований їм малюнок, вигравіруваним на монеті, зображує гори Каринтії з гірськими козлами на схилах, озеро з рибами та човнами. На березі «пасеться» дракон-ліндворм. У нижній частині монети — назва землі Каринтія двома мовами — німецькою (нім. Kärnten) і словенською (словен. Koroška). |                                                     |                            |                            |  |
| | Чемпіонат світу з гірськолижного спорту 2013        |                            |                            |  |
| Художник: Гельмут Андекслінгер і Герберт Вайнер | Художник: Гельмут Андекслінгер і Герберт Вайнер     | Австрійський монетний двір | Австрійський монетний двір |  |
| Номінал: €5 | Метал: Cu Ag 800                                    | Тираж: 300000 50 000       | Якість: UNC Special UNC    |  |
| Діаметр: 28,5 мм | Дата випуску: 24 жовтня 2012                        | Вага: 10 г                 | Гурт: гладкий              |  |
| Реверс: Лижник мчить по гірському схилу, він є символом 42-го чемпіонату світу з гірськолижного спорту. На тлі падаючих сніжинок, викарбуваний рік проведення чемпіонату — «2013». По срібному обода монети викарбувана напис: «Schladming 2012». |                                                     |                            |                            |  |
| | Корона Австрійської імперії                         |                            |                            |  |
| Художники: Гельмут Андекслінгер і Томас Песендорфер | Художники: Гельмут Андекслінгер і Томас Песендорфер | Австрійський монетний двір | Австрійський монетний двір |  |
| Номінал: €100 | Метал: Au 986                                       | Тираж: 30 000              | Якість: Proof              |  |
| Діаметр: 30 мм | Дата випуску: 14 листопада 2012                     | Вага: 16,227 г             | Гурт: гладкий              |  |
| П'ята і остання монета з серії «Корони дому Габсбургів». Аверс: Корона Австрійської імперії займає центральну частину монети. Зліва викарбувано номінал монети «100 EURO», в правій частині монети — рік емісії «2012». Напис у верхній частині монети: нім. Republik Österreich (укр. Республіка Австрія). Напис в нижній частині монети: нім. Die Österreichische Kaiserkrone (укр. Корона Австрійської імперії). Реверс: портрет Франца Йосифа I на тлі герба Австрійської імперії, зліва в руці імператора скіпетр. Праворуч від імператора розташована корона на шовковій подушечці. Текст у верхній частині монети: нім. Franz Joseph I (укр. Франц Йосиф I). |                                                     |                            |                            |  |

## Монети 2013 року випуску
| | Віденський вальс                                    |                            |                            |
| Художник: Гельмут Андекслінгер і Томас Песендорфер | Художник: Гельмут Андекслінгер і Томас Песендорфер  | Австрійський монетний двір | Австрійський монетний двір |
| Номінал: €5 | Метал: Cu Ag 800                                    | Тираж: 300000 50 000       | Якість: UNC Special UNC    |
| Діаметр: 28,5 мм | Дата випуску: 12 грудня 2012                        | Вага: 10 г                 | Гурт: гладкий              |
| Реверс: Пара паморочиться у вальсі на тлі святкових салютів. Справа розташовано напис: нім. Wiener Walzer (укр. Віденський вальс). |                                                     |                            |                            |
| | Прокладка тунелів                                   |                            |                            |
| Художники: Герберт Вайнер | Художники: Герберт Вайнер                           | Австрійський монетний двір | Австрійський монетний двір |
| Номінал: €25 | Метал: Ag 900 і Nb 998                              | Тираж: 65000               | Якість: Special UNC        |
| Діаметр: 34 мм | Дата випуску: 23 січня 2013                         | Вага: 16,5 г               | Гурт: гладкий              |
| Аверс: тунелепрохідницький комплекс, врізається в гірську гряду. Тунелебудівництво в Австрії — одна з розвинених областей у залізничному будівництві. Зокрема через Австрійські Альпи проходить понад 400 тунелів. По срібному ободі монети викарбувана напис: нім. Republik Österreich (укр. Республіка Австрія); на внутрішній частині — номінал «25 Euro» і рік випуску «2013». Реверс: На передньому плані зображена автомагістраль, що йде в тунель. Фоном служать вершини Альпійських гір. По ободі срібного кільця зображений схематичний вигляд укріплень тунелів в XIX — початку XX століттях. У нижній частині срібного кільця викарбувана напис нім. Tunnelbau (укр. Прокладка тунелів). Праворуч від напису, на кільці зображений працюючий прохідник у якого в руках відбійний молоток. |                                                     |                            |                            |
| | Очікування                                          |                            |                            |
| Художники: Томас Песендорфер і Гельмут Андекслінгер | Художники: Томас Песендорфер і Гельмут Андекслінгер | Австрійський монетний двір | Австрійський монетний двір |
| Номінал: €50 | Метал: Au 986                                       | Тираж: 30 000              | Якість: Proof              |
| Діаметр: 22 мм | Дата випуску: 27 лютого 2013                        | Вага: 10,14 г              | Гурт: гладкий              |
| Друга монета з нової серії «Клімт і його жінки». Аверс: Фриз з палацу Стокле, «Дерево життя» в чотирикутній рамці, зліва і зверху монети викарбувано напис: нім. Republik Österreich (укр. Республіка Австрія); внизу — номінал монети — «50 EURO». У лівій нижній частині над номіналом монети, зазначено рік випуску монети — «2013». Реверс: Фрагмент фрески «Очікування», створеної Густавом Клімтом в період 1904–1907 років. |                                                     |                            |                            |
| | Стефан Цвейг                                        |                            |                            |
| Художники: Гельмут Андекслінгер | Художники: Гельмут Андекслінгер                     | Австрійський монетний двір | Австрійський монетний двір |
| Номінал: €20 | Метал: Ag 900                                       | Тираж: 50 000              | Якість: Proof              |
| Діаметр: 34 мм | Дата випуску: 20 березня 2013                       | Вага: 20 г                 | Гурт: гладкий              |
| Єдина європейська серія. «Європейські письменники». Аверс: Портрет Стефана Цвейга за друкарською машинкою. У верхній лівій частині монети викарбувано «єврозірку» (логотип єдиної монетної програми), розташований номінал монети «20 Euro». У правій частині монети, вертикальний напис: нім. Republik Österreich (укр. Республіка Австрія) і рік випуску — 2013. У нижній частині монети прописним шрифтом зазначено ім'я художника « Stefan Zweig ». Реверс: Колаж за мотивами відомого твору Цвейга — «Шахової новели». Цвейг обмірковує хід у шаховій партії. За спиною Цвейга людина біля вікна і вертикальний напис нім. Schachnovelle (укр. Шахова новела. |                                                     |                            |                            |
| | Тріас                                               |                            |                            |
| Художники: Герберт Вайнер і Гельмут Андекслінгер | Художники: Герберт Вайнер і Гельмут Андекслінгер    | Австрійський монетний двір | Австрійський монетний двір |
| Номінал: €20 | Метал: Ag 900                                       | Тираж: 50 000              | Якість: Proof              |
| Діаметр: 34 мм | Дата випуску: 17 квітня 2012                        | Вага: 20 г                 | Гурт: гладкий              |
| Австрійський монетний двір почав нову серію срібних монет — «Жива передісторія», в рамках якої будуть випускатися монети присвячені доісторичної темі. Перша монета присвячена тріасового періоду і відповідно на ній зображена фауна тієї епохи. Аверс: Зображення Аммоніти на кручі, на якому викарбувано напис Триас. По срібному обода монети викарбувана напис: нім. Republik Österreich (укр. Республіка Австрія), рік випуску монети «2013», а також вказаний номінал: «20 EURO». Також внизу представлені дати початку і кінця тріасового періоду. Реверс: Морські хижаки — іхтіозавр, заковтують амоніта, і нотозаври. Фоном служить морська фауна. |                                                     |                            |                            |